# ADAC
Der Allgemeine Deutsche Automobil-Club e. V., kurz ADAC, ist der größte Automobilclub Europas mit Sitz in München.
Zweck des ADAC ist „die Wahrnehmung und Förderung der Interessen des Kraftfahrwesens, des Motorsports und des Tourismus“. Er setzt sich für die private und berufliche Mobilität seiner Mitglieder und ihrer Familien ein. Seine ursprüngliche und bekannteste Dienstleistung ist die Pannenhilfe. Daneben bietet der Club – direkt oder über Tochterunternehmen – Dienstleistungen an, vertreibt Stadtpläne, Straßenkarten sowie Autoatlanten und betreibt mehrere Fahrsicherheitszentren. Er arbeitet eng mit dem österreichischen ÖAMTC zusammen. Außerdem betreibt er über die gemeinnützige Tochtergesellschaft ADAC Luftrettung gGmbH die größte Flotte von Rettungshubschraubern in Deutschland; die ADAC-Rettungshubschrauber rückten 2021 zu insgesamt 52.234 Notfällen aus.
Der ADAC e. V. ist Mehrheitseigentümer des Wirtschaftsunternehmens ADAC SE. Sie besteht aus 27 Tochter- und Beteiligungsunternehmen, unter anderem der ADAC Versicherung AG, der ADAC Finanzdienste GmbH, der ADAC Autovermietung GmbH sowie der ADAC Service GmbH. 2018 erwirtschaftete sie einen Gewinn von 77,1 Millionen Euro.
Der ADAC ist einer der 78 ausgewählten Verbände in Deutschland, die eine Musterfeststellungsklage durchführen dürfen.

## Geschichte

Logo des ADAC aus dem Jahr 1951

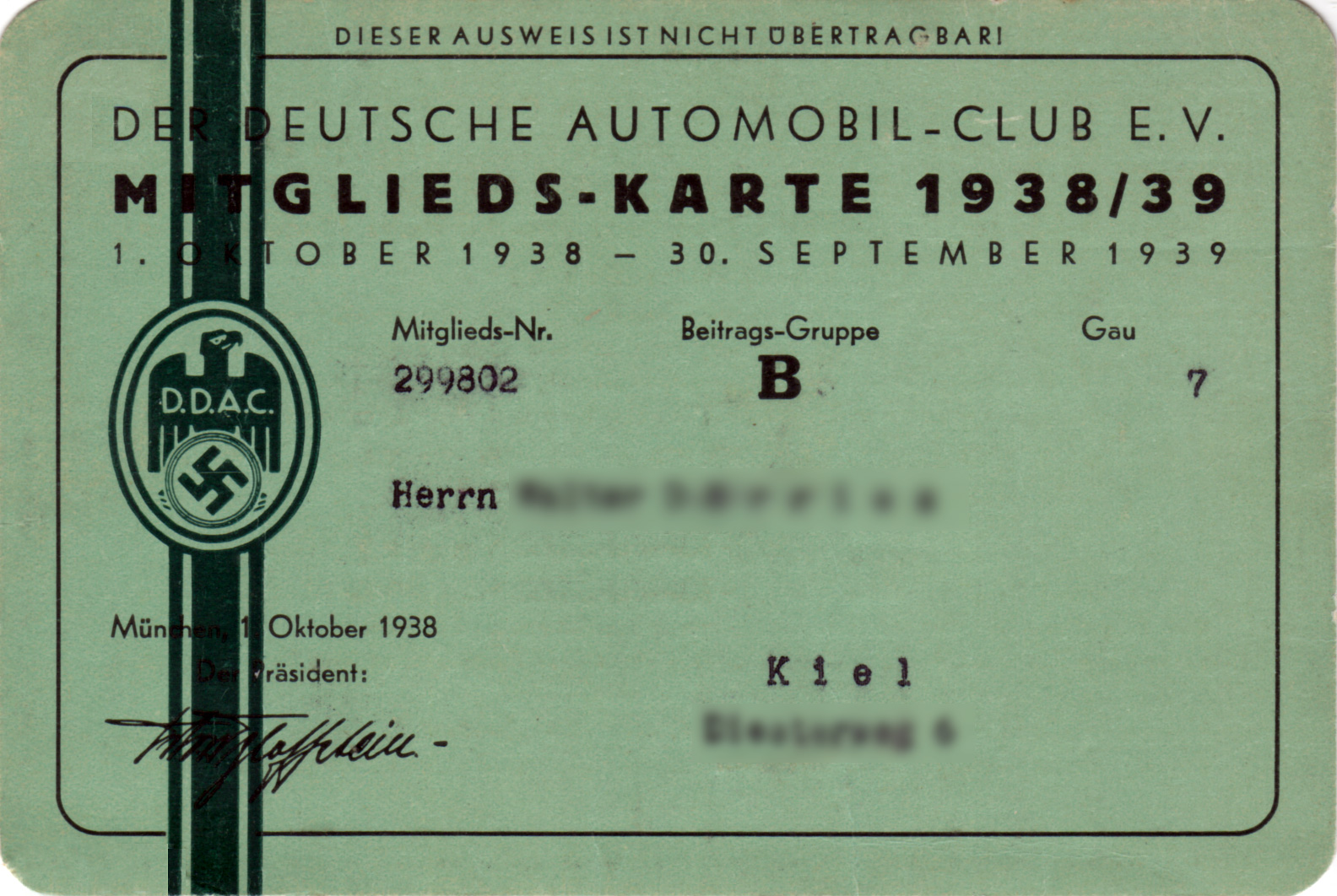
Mitgliedskarte des DDAC von 1938

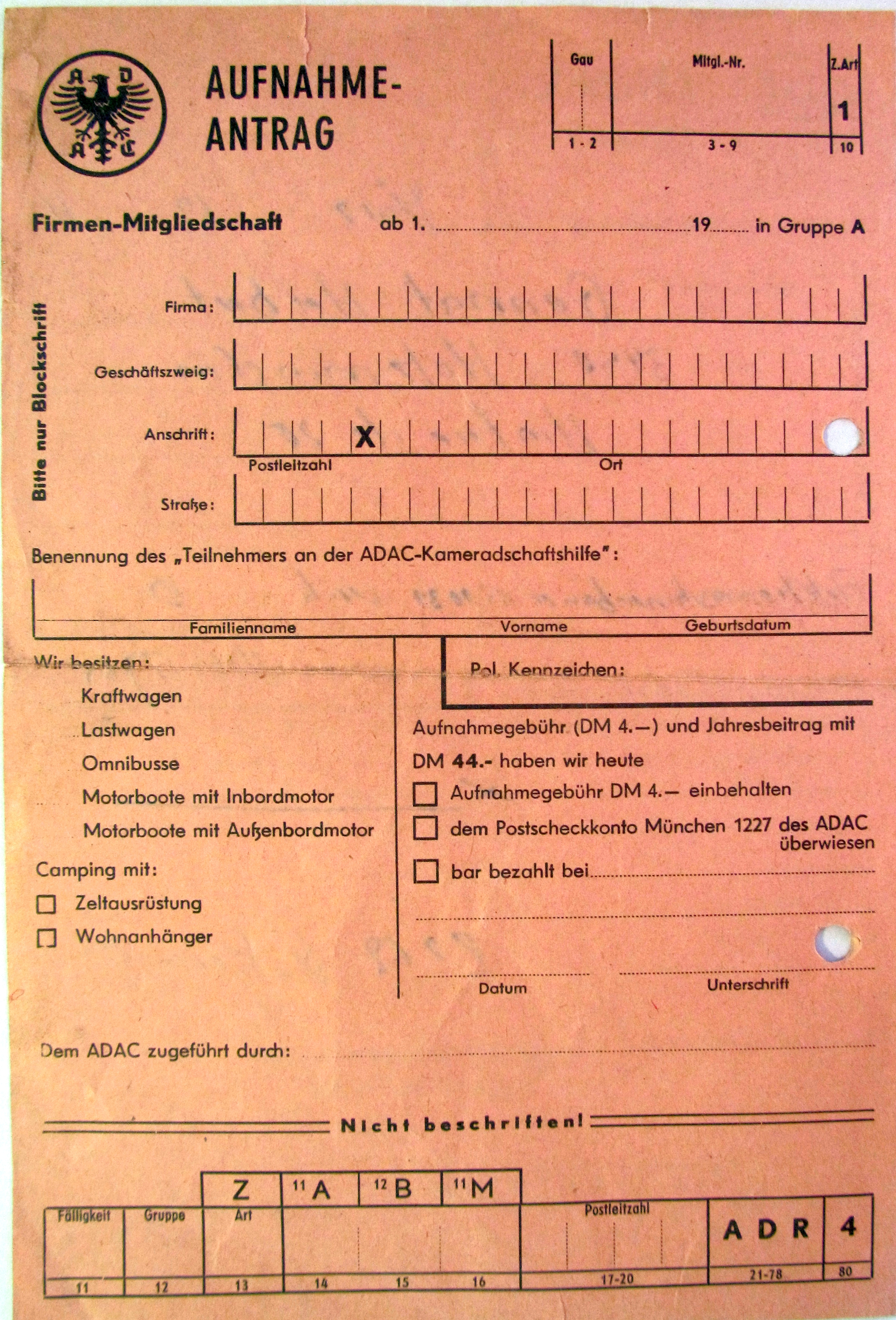
Aufnahmeantrag zum ADAC von 1968

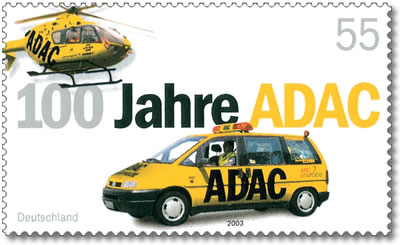
100 Jahre ADAC: deutsche Briefmarke von 2003

Der ADAC wurde am 24. Mai 1903 im Hotel Silber in Stuttgart als Deutsche Motorradfahrer-Vereinigung gegründet und im Jahr 1911 in den Allgemeinen Deutschen Automobil-Club (ADAC) umgewandelt. Der preußische Adler wurde anlässlich der Unterstützung durch den letzten deutschen Kaiser und preußischen König, Wilhelm II., als Wappentier für den ADAC gewählt.
Während der Zeit des Nationalsozialismus wurden alle Kraftfahrer-Vereine und Automobilclubs in den Verein Der Deutsche Automobil-Club e. V. (DDAC) überführt, der neben dem NSKK bestand (gesellschaftliche Gleichschaltung). „Eine Schau für das Volk – nicht mehr, wie in vergangenen Jahren, eine Ausstellung für die bürgerlichen, wohlhabenden Schichten. Volkskraftfahrt – das ist Kraftfahrt im Geist des Führers!“ lautete ein Aufruf des DDAC zur Automobilausstellung 1934.
Nach dem Zweiten Weltkrieg wurde der ADAC zunächst am 5. Dezember 1946 in München wieder gegründet und ab 1948 auch in den übrigen westlichen Besatzungszonen zugelassen. Der wiedergegründete ADAC sieht sich in der Tradition des von 1903 bis 1933 bestandenen ADAC und setzt diese fort. An der Spitze des Vereins steht nun ein Präsident (früher 1. Vorsitzender).
Am 2. Mai 1954 wurde die ADAC-Straßenwacht gegründet, zunächst mit einer Flotte von 60 Beiwagen-Motorrädern. Bereits nach einem Jahr waren dies 131 Fahrzeuge, deren Fahrer bis dahin schon 150.000 Einsätze absolviert hatten. Später wurden die Motorräder nach und nach von PKW verschiedener Hersteller abgelöst.
Hauptaufgabe der Straßenwachtfahrer – allesamt ausgebildete Auto-Mechaniker – ist die Unterstützung bei Pannen und Erste Hilfe.
Der ADAC testete 1959 erstmals Kleinwagen. Auf dem Prüfstand sind unter anderem Kupplung, Bremsen und Beschleunigung. Die Ergebnisse werden in der Motorwelt veröffentlicht.
Der ADAC nahm 1970 den ersten ADAC-Rettungshubschrauber in Betrieb. Der gelbe Helikopter namens „Christoph“ hat einen Piloten, einen Sanitäter und einen Arzt an Bord.
Im Jahr 1974 – vier Jahre nach dem Höchststand der Unfallzahlen in der damaligen Bundesrepublik Deutschland (62 Millionen Einwohner) mit jährlich mehr als 19.000 Verkehrstoten (2009 Gesamtdeutschland mit 83 Millionen Einwohnern etwa 4000) und drei Monate nach dem Höhepunkt der Ölkrise mit dem ersten autofreien Sonntag in Deutschland – prägte der ADAC unter seinem Präsidenten Franz Stadler (1913–2000) den Slogan Freie Bürger fordern freie Fahrt (Autoaufkleberaktion, dpa vom 28. Februar 1974). In der ADAC-Chronik findet sich dazu folgender Eintrag:

„1974: Der ADAC kritisiert den Tempo-100-Großversuch auf Autobahnen. Die ‚Motorwelt’ kündigt an, dass der Club alles tun wolle, das ‚unrealistische Kriechtempo’ zu verhindern. Mit Tempo 100 auf Landstraßen hat sich der ADAC hingegen angefreundet.“

1989 traten 20 meist linksliberale Deutsche wegen ADAC-Aktionen gegen Tempo 100 auf der AVUS in Berlin aus dem Verein aus und machten dies mit einer Annonce unter dem Titel ADAC Ade bekannt. Unter den 20 Unterzeichnern waren Klaus Staeck und Günter Grass. Dem ADAC wurde hierin vorgeworfen, er fördere „umweltfeindliches Verhalten“, „gemeingefährliche Raserei“ und „Mißbrauch des Wortes Freiheit“. In Berlin verließen in der Folge 2000 Mitglieder den Club. Der Umweltschutzverein Robin Wood nannte den ADAC damals den „Auto-Darf-Alles-Club“.
2003 kritisierte der Verein den Modellversuch zum Führerschein mit 17 in Niedersachsen und feierte das eigene 100-jährige Bestehen.
Die ADAC-Stiftung „Gelber Engel“ wurde 2007 gegründet. Sie hat es sich zum Ziel gesetzt, Menschen, die nach einem Verkehrsunfall in wirtschaftliche Not geraten sind, dabei zu unterstützen, ihre Mobilität wiederzuerlangen. Darüber hinaus fördert die Stiftung Initiativen und Institutionen auf den Gebieten Unfallhilfe und Unfallforschung.

## Organisation
Der ADAC ist ein Idealverein, der seine Tätigkeit nicht nach wirtschaftlichen Zwecken ausrichtet, sondern sich an den Interessen und Bedürfnissen seiner Mitglieder orientiert.
Der ADAC organisierte sich im Laufe des Jahres 2016 neu. Er besteht demnach aus einer Drei-Säulen-Struktur mit einem eingetragenen Verein, einer europäischen Aktiengesellschaft und einer Stiftung. Dem hatten die rund 200 Delegierten auf der außerordentlichen Hauptversammlung Ende 2014 zugestimmt. 2015 wurde die Struktur im Detail erarbeitet. Auf der ADAC-Hauptversammlung 2016 in Lübeck haben die Delegierten zu einer Neustrukturierung das Einverständnis erklärt.
Im ADAC e. V. sind zentrale Mitgliederleistungen wie z. B. Pannenhilfe, Verbraucherschutz, Motorsport, Touristik, Juristische Zentrale und die Clubzeitschrift „ADAC Motorwelt“ zusammengefasst.
Kommerzielle Aktivitäten sind in einer eigenständigen, vom Verein getrennten Aktiengesellschaft (ADAC SE) zusammengefasst. Die Mehrheit an der ADAC SE hält der ADAC e. V. mit einem Anteil von 57,74 %. Weitere Anteile halten die ADAC-Stiftung (25,10 %) sowie mehrere ADAC-Regionalclubs über Beteiligungsgesellschaften (17,16 %).
Die ADAC-Stiftung tritt als dritte Säule neben den Verein und die Aktiengesellschaft. Hier sind die gemeinnützigen Aktivitäten des ADAC gebündelt. Die Stiftungszwecke orientieren sich an den Vereinszwecken. Zweck ist die Förderung der Rettung aus Lebensgefahr, der Unfallverhütung, der Wissenschaft und Forschung, der Bildung sowie der Mildtätigkeit.
Die Umsetzung der Drei-Säulen-Struktur wurde Anfang 2017 vollständig abgeschlossen.

### Hauptversammlung
Die jährlich tagende Hauptversammlung des ADAC wählt alle vier Jahre die Mitglieder des Präsidiums. Diese Hauptversammlung wird aus Delegierten der Regionalclubs, den Mitgliedern des Verwaltungsrats und dem Präsidium gebildet. Je angefangene 100.000 ordentliche Mitglieder eines Regionalclubs wird ein Vertreter in die Hauptversammlung entsandt. Durch einen einstimmigen Beschluss des Präsidiums kann in- und ausländischen Personen, die sich um das Kraftfahrzeugwesen besondere Verdienste erworben haben, die Ehrenmitgliedschaft des ADAC verliehen werden. Die Ehrenmitglieder haben dabei die gleichen Rechte wie ordentliche Mitglieder.
Am 6. Dezember 2014 fand eine außerordentliche Hauptversammlung statt, auf der August Markl zum Präsidenten gewählt wurde.
Auf der ordentlichen Hauptversammlung am Nürburgring im Mai 2019 wurden von den mehr als 200 Delegierten Ulrich Klaus Becker (Vizepräsident), Karsten Schulze (Technikpräsident) und Gerhard Hillebrand (Verkehrspräsident) in ihre Ämter gewählt. Als Finanzpräsident wurde Jens Kuhfuß bestätigt. Gemeinsam mit Präsident August Markl, Sportpräsident Hermann Tomczyk und Tourismuspräsident Kurt Heinen bilden sie das neu zusammengesetzte siebenköpfige Präsidium des ADAC e. V.
Auf der außerordentlichen Hauptversammlung im November 2019 in München hat der ADAC eine Premium-Mitgliedschaft beschlossen, die die bestehende Plus-Mitgliedschaft um zahlreiche Leistungen erweitert. Zugleich wurden die Beiträge für die bestehenden Mitgliedschaftsmodelle angepasst. Auch eine Satzungsänderung hat das höchste Gremium des ADAC beschlossen. Im Wesentlichen geht es bei der Neufassung darum, Entscheidungs- und Beratungsgremien im Club konsequenter voneinander abzugrenzen und Aufgaben klar zuzuordnen.
Die ordentliche Hauptversammlung sollte im November 2020 in München stattfinden, wurde jedoch wegen der COVID-19-Pandemie in Deutschland am 16. Oktober 2020 abgesagt. Die nächste Hauptversammlung fand am 15. Mai 2021 online statt, nachdem zunächst Bremen als Veranstaltungsort geplant gewesen war. Von den mehr als 200 Delegierten wurden Christian Reinicke als neuer ADAC-Präsident, zum neuen Sportpräsident Gerd Ennser und Karlheinz Jungbeck als neuer Tourismuspräsident gewählt. Karsten Schulze wurde in seinem Amt als Technikpräsident bestätigt.

### Verwaltungsrat
Der Verwaltungsrat besteht aus den Mitgliedern des Präsidiums und den 18 Vorsitzenden der Regional-Clubs oder deren Stellvertretern. Die Beschlüsse des Verwaltungsrates sind für alle Regional-Clubs verbindlich.

### Präsidium
Das ehrenamtliche siebenköpfige Präsidium des ADAC wird gemäß Satzung des Bundesvereins auf der Hauptversammlung gewählt. Das Präsidium hat einen Präsidenten als Sprecher. Derzeitiger Präsident (seit 2021) ist Christian Reinicke. Die Präsidiumsmitglieder haben eine Amtszeit von vier Jahren und können wiedergewählt werden. An den Sitzungen des Präsidiums nimmt der Generalsyndikus des ADAC teil.

### Bisherige Präsidenten und Erste Vorsitzende

Emil Schmolz, Vorsitzender der DMV (ADAC-Vorläufer)

- 1903–1905: Emil Schmolz, erster Vorsitzender der Deutschen Motorradfahrer-Vereinigung (DMV) – dem Vorläufer des ADAC
- 1905–1925: Josef Bruckmayer
- 1926–1932: Carl Fritz
- 1933: Hermann Fulle, letzter ADAC-Präsident vor der Zwangseingliederung in den DDAC[33]
- 1933–1938: Günther Freiherr von Egloffstein, Präsident des DDAC[34]
- 1938–1945: Fritz Junghans, Präsident des DDAC
- 1946–1948: Ludwig Sporer
- 1948–1953: Hans Meyer-Seebohm
- 1953–1964: Werner Endress
- 1964–1972: Hans Bretz
- 1972–1989: Franz Stadler
- 1989–2001: Otto Flimm
- 2001–2014: Peter Meyer
- 2014–2021: August Markl[35]
- seit 2021: Christian Reinicke

### Ehrenpräsident
Die Ehrenpräsidenten beraten das Präsidium ehrenamtlich. August Markl, Hermann Tomczyk und Kurt Heinen wurden auf Grund ihrer langjährigen Tätigkeiten zu Ehrenpräsidenten auf Lebenszeit ernannt.

### Geschäftsführung und Vorstand
Der Vorstand des ADAC e. V. führt den Verein hauptamtlich. Vorstand im ADAC e. V. sind Dieter Nirschl und Oliver Weissenberger, Andreas Leihener, Claudius Leibfritz und Mahbod Asgari sind Vorstand der ADAC SE, Christina Tillmann der ADAC-Stiftung.

### Regionalclubs
Der ADAC gliedert sich nach seiner Satzung in Regional-Clubs. Der Verein verwendete bis 2014 für die Regional-Clubs die Bezeichnung Gaue.
Gegenwärtig bestehen 18 Regional-Clubs mit eigener Rechtspersönlichkeit, die nach der Satzung derzeit 37 Prozent der Mitgliedsbeiträge erhalten:
- ADAC Berlin-Brandenburg e. V.
- ADAC Hansa e. V. (Hamburg und Mecklenburg-Vorpommern)
- ADAC Hessen-Thüringen e. V.
- ADAC Mittelrhein e. V.
- ADAC Niedersachsen Sachsen-Anhalt e. V.
- ADAC Nordbaden e. V.
- ADAC Nordbayern e. V.
- ADAC Nordrhein e. V.
- ADAC Pfalz e. V.
- ADAC Saarland e. V.
- ADAC Sachsen e. V.
- ADAC Schleswig-Holstein e. V.
- ADAC Ostwestfalen-Lippe e. V.
- ADAC Südbaden e. V.
- ADAC Südbayern e. V.
- ADAC Weser-Ems e. V.[44]
- ADAC Westfalen e. V.
- ADAC Württemberg e. V.

Auf unterster Ebene gibt es etwa 1760 aktive ADAC-Ortsclubs, die in der Regel Motorsportvereine sind und den Großteil der deutschen Motorsportveranstaltungen organisieren. Die Bandbreite reicht dabei von Jugendarbeit mit Fahrradturnieren, Kartsport und SimRacing, über Motocross, Automobilslalom, Rallye und Rundstrecke bis zu Großveranstaltungen. Dazu hat sich zusätzlich die Pflege des historischen, motorisierten Kulturgutes in den Ortsclubs etabliert, von touristischen Oldtimer-Ausfahrten, über Rallyes bis zum historischen Rennsport. Die Ortsclubs sind auch die personelle Basis für die ehrenamtliche Vereinsarbeit im ADAC. Mindestens 30 Personen können einen ADAC-Ortsclub gründen, der vom Vorstand eines Regional-Clubs anerkannt werden muss.
Die in einer Region gemeldeten ADAC-Mitglieder sind automatisch auch Mitglied des jeweiligen Regional-Clubs. Die Vorsitzenden und Delegierten eines Regional-Clubs werden in den jährlichen regionalen Mitgliederversammlungen (MV) gewählt. Die Vorsitzenden der Regional-Clubs sind zugleich Mitglieder des Verwaltungsrates der ADAC e. V. Die Mitglieder des Regional-Clubs beschließen weiterhin über die Entlastung des Vorstands, den Haushalt und über Satzungsänderungen. Die Mitglieder werden zur regionalen Mitgliederversammlung im Allgemeinen im ersten Quartal eines Geschäftsjahres per Hinweis in der Mitgliederzeitschrift ADAC Motorwelt eingeladen und müssen sich schriftlich oder online anmelden. Weiteres ist in den Satzungen der Regionalclubs geregelt.
Der ADAC Nordbayern hat mit den meisten Skandalen zu kämpfen: Schwere Sexismus-Vorwürfe, die nicht aufgearbeitet wurden, und es konnte nicht ermittelt werden, wer im Nürnberger ADAC-Büro vor einigen Jahren Abhörgeräte montiert hatte. Bislang konnte sich der Geschäftsführer des ADAC Nordbayern allerdings trotz aller Affären im Amt halten.

### Mitbestimmung

Struktur der Wahl des Präsidiums beim ADAC

Das einzelne Mitglied kann einem der 1760 Ortsclubs beitreten, der ein eigener Verein ist, und dort einen Delegierten mitwählen, der auf die Regionalversammlung geschickt wird. Stattdessen kann das Mitglied auch selbst teilnehmen, wenn es sich einige Wochen vorher dazu angemeldet hat. Delegierte vereinigen in der Sitzung die Stimmen aller Mitglieder des Ortsclubs, weshalb ein Einzelner dort ein relativ geringes Stimmgewicht hat. Anträge einfacher Mitglieder müssen vorher schriftlich eingereicht werden. Jede der 18 Regionalversammlungen entsendet einen Delegierten pro angefangener 100.000 Mitglieder in die Hauptversammlung, außerdem sitzen dort die Mitglieder des Verwaltungsrats und das Präsidium. Die Hauptversammlung wählt schließlich das Präsidium.
Im Zuge der Kritik am ADAC im Januar 2014 (→ Berichterstattung und Kritik in den Medien) sind auch die Regeln zur Wahl des Vorstands als intransparent kritisiert worden.
Diese Kritik dauert schon lange an, so schrieb das Manager Magazin in der Ausgabe 8/2004 ein wenig anders und titelte Moloch ADAC – Die zweifelhaften Geschäfte des Automobilclubs. Das Magazin zeigte mehrere Beispiele auf, wo bei Vereinsfunktionären des ADAC die Grenze zwischen Ehrenamt und privaten Geschäften zu verschwimmen scheint.
Beim ADAC wird abweichend von der üblichen Bedeutung unter Syndikus ein Rechtsanwalt verstanden, der jeweils für einen Bereich die Vereinsmitglieder in Fragen des Verkehrsrechts sowie bei Problemen bei der Anschaffung oder Reparatur von Fahrzeugen berät.

### Verwaltungsgebäude

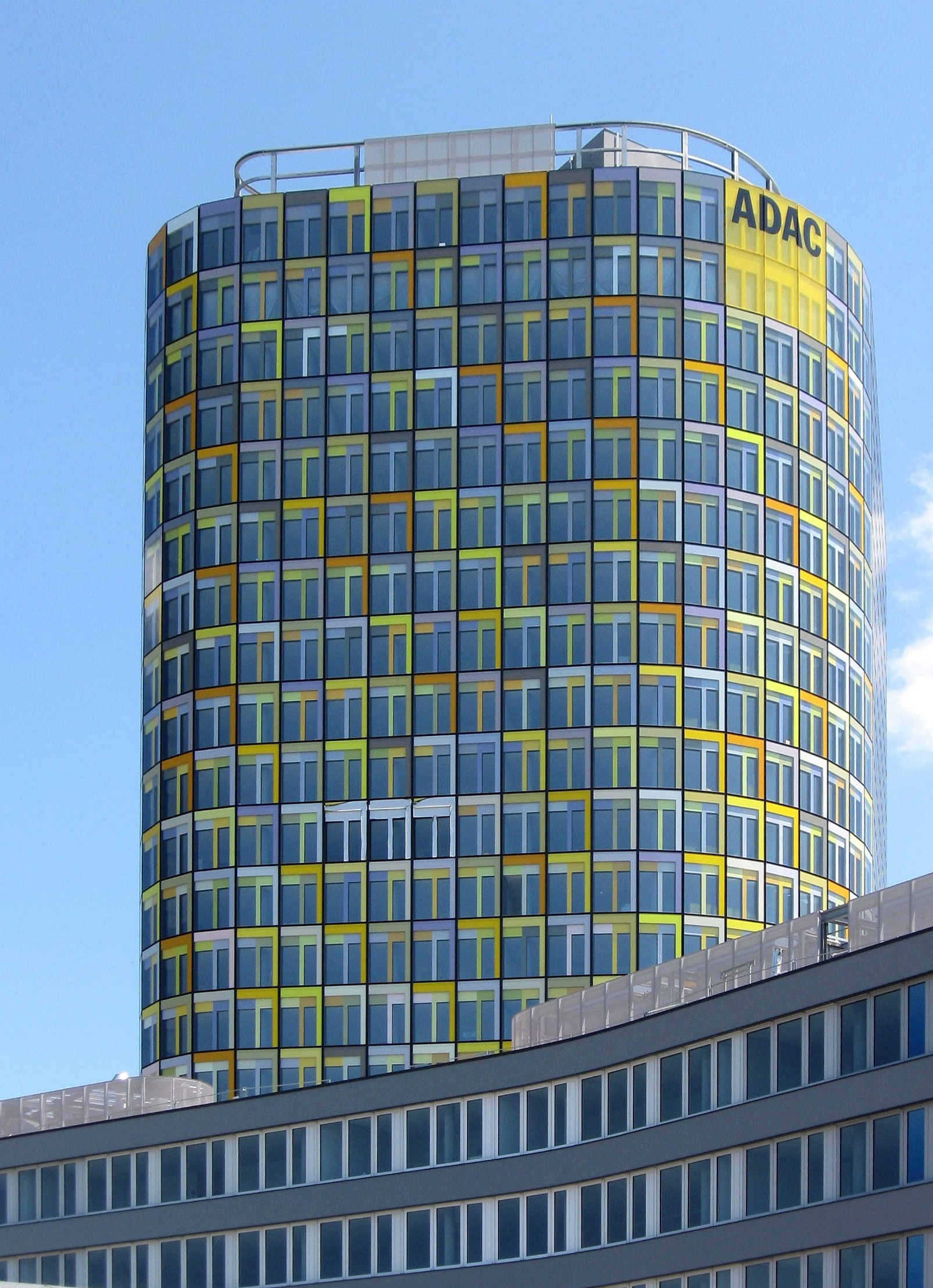
Neubau (München, Hansastraße 19)

Bis auf die ersten beiden Jahre hat der ADAC seinen Sitz in München, die längste Zeit, 1973 bis 2011, Am Westpark 8. Das Bürogebäude wurde jedoch mit der Zeit zu klein und Mitte 2012 abgerissen. Daher wurde für geschätzte 350 Millionen Euro ein 93 Meter hoher Büroturm im Stadtteil Sendling, Hansastraße 19, erbaut (Architekturbüro Sauerbruch Hutton). Der Neubau wurde im Dezember 2011 bezogen. Die offizielle Einweihung war am 22. März 2012. Das sternförmige Bürohochhaus ist 23-geschossig (mit fünf-geschossigem Sockelbau) und hat eine Grundfläche von 125.000 m².
Auf dem Grundstück steht vor dem Hochhaus auch die historische Sander-Villa, vom ADAC Clubhaus genannt, in der die Bibliothek und mehrere Sammlungen des ADAC untergebracht sind und die ansonsten für Tagungen und Konferenzen genutzt wird.

## Struktur und Zahlen

### Mitglieder
Der ADAC hatte im Dezember 2022 rund 21,4 Millionen Mitglieder. Er ist damit nach dem US-amerikanischen AAA der zweitgrößte Automobilclub weltweit.
2019 waren 58 Prozent der Mitglieder Männer und 42 Prozent Frauen, das Durchschnittsalter lag bei 51 Jahren. Mitglieder bleiben durchschnittlich 21 Jahre im Verein.

Anzahl an Mitgliedern beim ADAC seit der Gründung

Veränderung der Anzahl an Mitgliedern beim ADAC im Vergleich zum jeweiligen Vorjahr

| Datum / Zeitpunkt | Anzahl an Mitgliedern | Veränderung zum Vorjahr |
| ----------------- | --------------------- | ----------------------- |
| 01.01.1948        | 7.235                 |                         |
| 01.01.1951        | 60.000                |                         |
| 01.01.1952        | 100.000               | +40.000                 |
| 01.01.1954        | 200.000               |                         |
| 01.01.1965        | 800.000               |                         |
| 01.01.1971        | 2.000.000             |                         |
| 01.01.1974        | 3.000.000             |                         |
| 01.01.1979        | 5.600.000             |                         |
| 01.01.1983        | 6.800.000             |                         |
| 01.01.1990        | 9.300.000             |                         |
| 01.01.1992        | 11.000.000            |                         |
| 01.01.1998        | 11.734.997            |                         |
| 01.01.2001        | 14.313.000            |                         |
| 01.01.2002        | 14.433.000            | +120.000                |
| 01.01.2003        | 14.578.534            | +146.000                |
| 01.01.2004        | 14.806.236            | +227.000                |
| 01.01.2005        | 15.046.836            | +241.000                |
| 01.01.2006        | 15.424.900            | +378.000                |
| 01.01.2007        | 15.758.661            | +334.000                |
| 01.01.2008        | 16.070.180            | +311.000                |
| 01.01.2009        | 16.400.971            | +331.000                |
| 01.01.2010        | 16.783.636            | +383.000                |
| 01.01.2011        | 17.277.521            | +494.000                |
| 01.01.2012        | 17.858.640            | +581.000                |
| 01.01.2013        | 18.415.036            | +556.000                |
| 01.01.2014        | 18.942.801            | +525.000                |
| 01.01.2015        | 18.923.845            | −20.000                 |
| 01.01.2016        | 19.152.063            | +180.000                |
| 01.01.2017        | 19.619.227            | +467.164                |
| 01.01.2018        | 20.178.569            | +559.342                |
| 01.01.2019        | 20.724.869            | +546.300                |
| 01.01.2020        | 21.205.353            | +480.484                |
| 01.01.2021        | 21.178.729            | −26 624                 |
| 01.01.2022        | 21.231.584            | +52.855                 |
| 01.01.2023        | 21.424.663            | +193.079                |

### ADAC e.V.: Geschäftsjahr 2020
Im Corona-Jahr 2020 hat der ADAC e. V. ein Jahresergebnis in Höhe von 77,9 Millionen Euro erwirtschaftet. Die Zahl der ordentlichen Mitglieder verblieb nahezu konstant auf dem Vorjahresniveau von 21,2 Mio.
Im Geschäftsjahr 2020 erzielte der ADAC e. V. bei den Mitgliederleistungen ein positives Ergebnis in Höhe von 98,1 Millionen Euro. Die Einnahmen des ADAC e. V., bestehend aus Mitgliederbeiträgen und Leistungsmitfinanzierung, haben sich 2020 gegenüber dem Vorjahr um 34,9 Mio. Euro auf 871,2 Mio. Euro erhöht.

## ADAC SE
Die ADAC SE mit Sitz in München ist eine Aktiengesellschaft europäischen Rechts, die mobilitätsorientierte Leistungen und Produkte für ADAC-Mitglieder, Nichtmitglieder und Unternehmen anbietet. Der Konzern besteht aus 28 Tochter- und Beteiligungsunternehmen, unter anderem der ADAC-Versicherung AG, der ADAC-Finanzdienste GmbH, der ADAC-Autovermietung GmbH sowie der ADAC-Service GmbH. Als wachstumsorientierter Marktteilnehmer treibt die ADAC SE die digitale Transformation über alle Geschäfte voran und setzt dabei auf Innovation und zukunftsfähige Technologien.
Im Rahmen ihres Gesellschaftszwecks – der Beteiligung an Unternehmen und der Erbringung von Wirtschaftsdiensten – verwaltet die ADAC SE auch die Gesellschaftsanteile ihrer Tochtergesellschaften.
Die Mehrheit an der ADAC SE hält der ADAC e. V. mit einem Anteil von 50,1 %. Weitere Anteile halten die ADAC-Stiftung (25,1 %) sowie mehrere ADAC-Regionalclubs über Beteiligungsgesellschaften (24,8 %).

### Geschäftsverlauf 2018
Das Geschäftsjahr 2018 war weiterhin geprägt durch eine operationelle Umsetzung der Drei-Säulen-Struktur mit zum Teil weitreichenden organisatorischen Einschnitten und Veränderungen zur Zukunftssicherung der ADAC-Gruppe. Alle Aktivitäten standen im Kontext der Umsetzung der ADAC-Dachstrategie. Das im Jahr 2017 begonnene Effizienzprogramm Pole-Position wurde im Geschäftsjahr 2018 unvermindert fortgeführt. Ziel ist, für die ADAC SE bis 2020 maßgebliche Prozesse teils neu zu gestalten, teils zu optimieren, Synergien zu heben, um durch diese Maßnahmen Kosten zu optimieren und wo möglich einzusparen. Aus Sicht der Unternehmensleitung war die Entwicklung des Konzerns im Jahr 2018 zufriedenstellend.

### Vermögenslage
Im Jahr 2023 betrug die Konzernbilanzsumme 1,78 Mrd. € (gegenüber 1,65 Mrd. € im Jahr 2018). Im gleichen Jahr betrug das Konzerneigenkapital 453,4 Mio. € (gegenüber 510,3 Mio. € im Jahr 2018).

### Konzernjahresüberschuss
Im Geschäftsjahr 2023 betrug der Konzernjahresüberschuss 26,5 Mio. € (gegenüber 77,1 Mio. € im Geschäftsjahr 2018). Das Ergebnis vor Steuern betrug im selben Geschäftsjahr 27,6 Mio. € (gegenüber 108,0 Mio. € im Geschäftsjahr 2018).

### Konsolidierte und assoziierte Unternehmen
- - ADAC SE
  - ADAC Aquico GmbH, München 100 %
  - ADAC Autovermietung GmbH, München 100 % (gegründet 1991, Kooperation u. a. Avis, Hertz und Sixt)
  - ADAC Autoversicherung AG, München 49 % (gegründet 2007, Schadenservicegesellschaft), Beteiligung über die ADAC Versicherung AG. 51 % gehören der Allianz Versicherungs-Aktiengesellschaft.[57]
  - ADAC Finanzdienste GmbH, München 100 % (1,4 Millionen Kreditkarten, Autokredite)
  - ADAC IT-Service GmbH, München 100 %
  - ADAC Medien und Reise GmbH, München 100 % (Vignetten, Campingführer)
  - ADAC RSB AG&Co. OHG, München 100 % (Reisebüros)
  - ADAC RSR GmbH, München 100 %
  - ADAC Service Adria d.o.o., Zagreb 100 %
  - ADAC Service GmbH, München 100 %, (gegründet 1995, Bereich Pannenhilfe im Assitancebereich)
  - ADAC Service Hellas Single Member S.A., Glyfada (Griechenland) 100 %
  - ADAC Service Italia S.r.l., Monza 100 %
  - ADAC Servicios de Asistencia Espana, S.L., Barcelona 100 %
  - ADAC TruckService GmbH 100 % Laichingen (Pannenhilfe für Lastkraftwagen)
  - ADAC Versicherung AG, München 100 % (Reise-, Rechtsschutz-, Unfallversicherungen)
  - ADAC Zuhause Versicherung AG, München 49 %
  - Aero-Dienst GmbH, Nürnberg 100 % (bietet Rücktransporte erkrankter oder verunfallter Personen aus dem Ausland mittels umgerüsteter Geschäftsreiseflugzeug)
  - ARC Europe S.A., Brüssel (Belgien) 40 % (1999 gegründeter Verband von acht europäischen Automobilclubs)
  - BPCS-Consulting Services GmbH, Unterhaching 100 %
  - Car-Port Autotransport GmbH, Schönkirchen 100 %
  - Dienstleistungs-Center Halle GmbH (DLC Halle), Halle (Saale) 100 %
  - Europe-Net-NV, Brüssel 98,75 %
  - GKS Gesellschaft für Kommunikationsservice mbH, Passau 100 %
  - PINCAMP GmbH, München 52,5 %
  - SPN Service Partner Netzwerk GmbH, München 30 %
  - 24/7 GmbH, Salzburg 50 %

## ADAC Stiftungen

### ADAC Stiftung
Die ADAC Stiftung wurde 2016 gegründet. Ihr Zweck ist die Förderung der Rettung aus Lebensgefahr, der Unfallverhütung, der Wissenschaft und Forschung, der Bildung sowie der Mildtätigkeit. Die Stiftung verfügt über Stiftungsrat, Kuratorium und Vorstand. Im Jahr 2023 setzte die Stiftung rund 7 Mio. € zur Verfolgung ihrer Zwecke ein, davon 42 % Mobilitätsbildung, 10 % Mobilitätswandel & Amateur-Motorsport, 4 % Einzelfallhilfe und 3 % Lebensrettung.

### ADAC Luftrettung

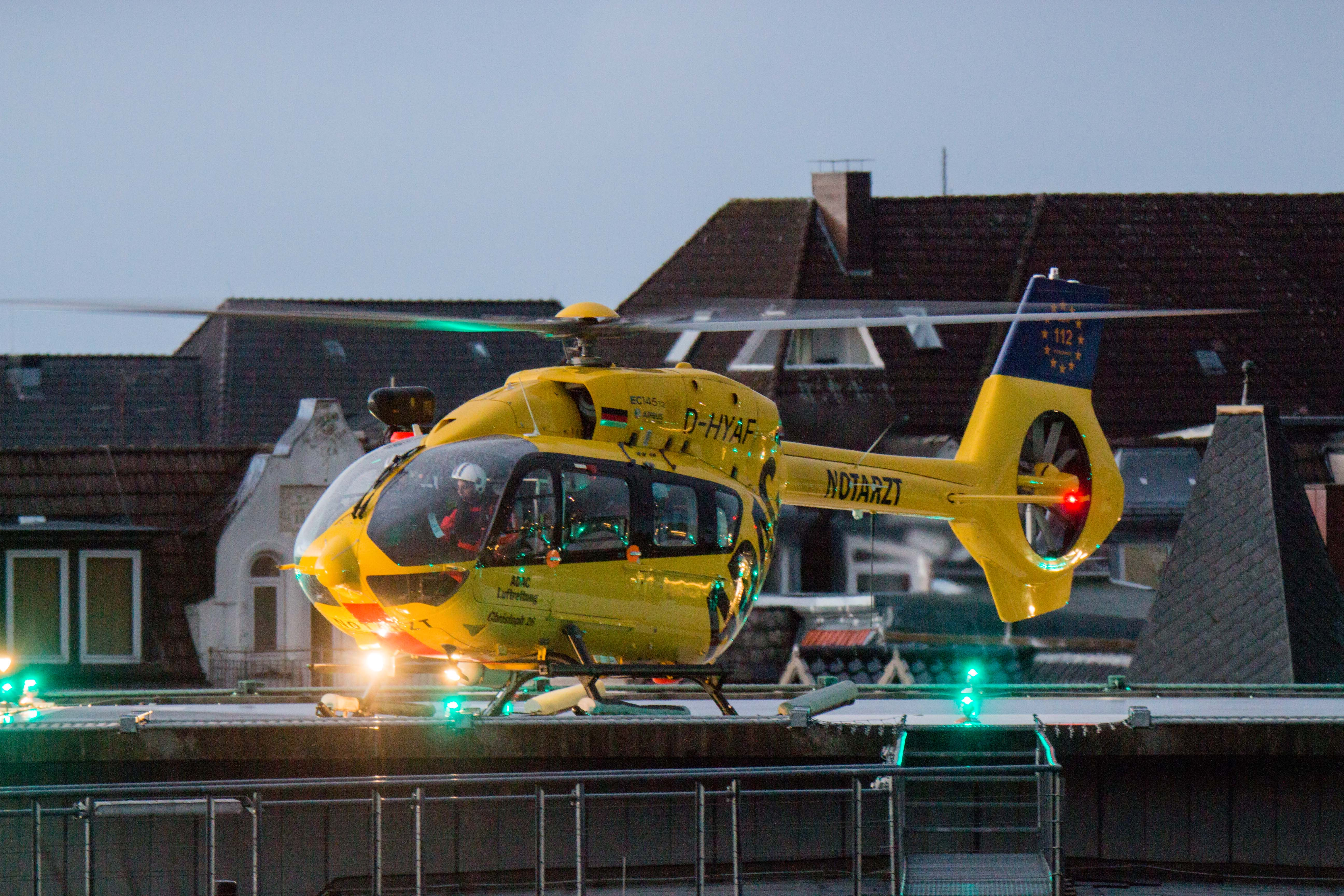
Airbus H145 D-2 des ADAC

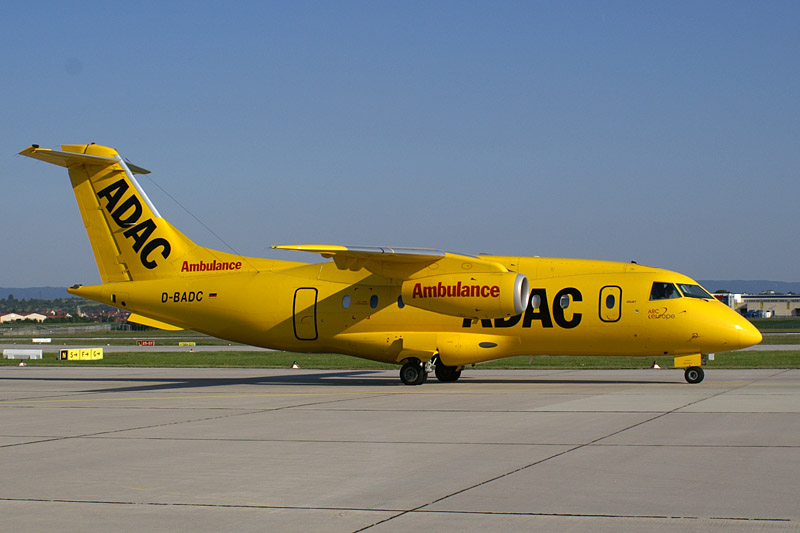
Dornier 328 Jet des ADAC

Die ADAC Luftrettung ist eine 100%ige Tochter der ADAC Stiftung. Sie betreibt rund 50 Rettungshubschrauber der Typen EC 135 / H135 und H145 D-2 / H145 D-3, die von 37 Stationen aus zu über 55.000 Einsätzen im Jahr (Stand 2022) starten.
Neben der Luftrettung mit Hubschraubern ist der ADAC an der Aero-Dienst GmbH beteiligt und unterhält darüber eine kleine Flotte von Ambulanzflugzeugen zum Krankentransport über mittlere Distanzen:
Die ADAC-Luftrettung stellt zudem der Formel 1 Hubschrauber für den Bereitschaftsdienst zur Verfügung, sofern Rennen in Deutschland stattfinden.
Laut Handelsregister wurde die ADAC-Luftrettung gegründet am 25. November 1981 unter dem Namen Arbeitskreis des ADAC zur Förderung der Luftrettung und zur Hebung der allgemeinen Verkehrssicherheit (ADAC-Luftrettung) Gesellschaft mit beschränkter Haftung. Am 29. März 2000 wurde die Gesellschaft umbenannt in ADAC-Luftrettung GmbH, am 26. August 2013 in ADAC Luftrettung gGmbH.

### ADAC-Stiftung „Gelber Engel“
Die ADAC-Stiftung „Gelber Engel“ gGmbH setzt sich seit 2007 für Unfallopfer ein. Mit ihr soll Menschen geholfen werden, die durch Unfälle geschädigt wurden. Sie ist mit einem Kapital von 10 Millionen Euro ausgestattet und fördert darüber hinaus auch wissenschaftliche Forschungen, die nach Ansicht des ADAC zur Verbesserung der Sicherheit im Straßenverkehr beitragen. Seit September 2013 firmiert die Stiftung als gemeinnützige GmbH.

### ADAC Stiftung Sport
Die ADAC Stiftung Sport wurde 1998 gegründet, um deutsche Nachwuchsrennfahrer zu fördern. Junge Rennfahrer mit Potenzial haben die Möglichkeit, von Experten und Partnern der Stiftung unterstützt zu werden. Den Stipendiaten stehen neben materiellen Zuschüssen auch Schulungen und Coachings zur Verfügung. Zudem werden auch finanzielle Mittel zur Steigerung der Sicherheit im Motorsport und zur Unterstützung verunfallter Amateurmotorsportler eingesetzt.

## Arbeit des ADAC
Nach seiner Satzung sieht der ADAC seine Aufgabe in der „Wahrnehmung und Förderung der Interessen des Kraftfahrzeugwesens und des Motorsports“ und widmet sich dem Fortschritt im Straßenverkehrswesen, der Verkehrssicherheit, der Verkehrserziehung, dem Tourismus und dem Schutz der Verkehrsteilnehmer als Verbraucher. Der ADAC hat sich entsprechend der gesetzlichen Vorgaben 2022 in das Lobbyregister des Deutschen Bundestages eingetragen.

### Leitbild
Die fast 200 Delegierten der 18 ADAC-Regionalclubs haben im Zuge der „Reform für Vertrauen“ auf der außerordentlichen Hauptversammlung in München im Dezember 2014 einstimmig ein neues Leitbild für den ADAC verabschiedet, das Wesen und Kern des ADAC beschreibt. Demnach bekennt sich der ADAC auch künftig zum Verein und verpflichtet sich, alle hierfür notwendigen Anforderungen im Blick zu behalten. Dies bezieht sich nicht nur auf die Rechtsform, sondern vor allem auf die Idee einer Werte-orientierten Mitgliederorganisation, in der man sich füreinander einsetzt. Damit steht der ADAC auch im neuen Leitbild zu seinem Selbstverständnis als Mitgliederorganisation sowie zur Vereinsstruktur. Außerdem finden sich weitere Stärken und Werte des ADAC im Leitbild, so zum Beispiel das Bekenntnis zum „Mitglied im Mittelpunkt“, zu einem demokratisch gewählten Ehrenamt oder dem ADAC als engagierten Verbraucherschützer.

### ADAC-Straßenwacht

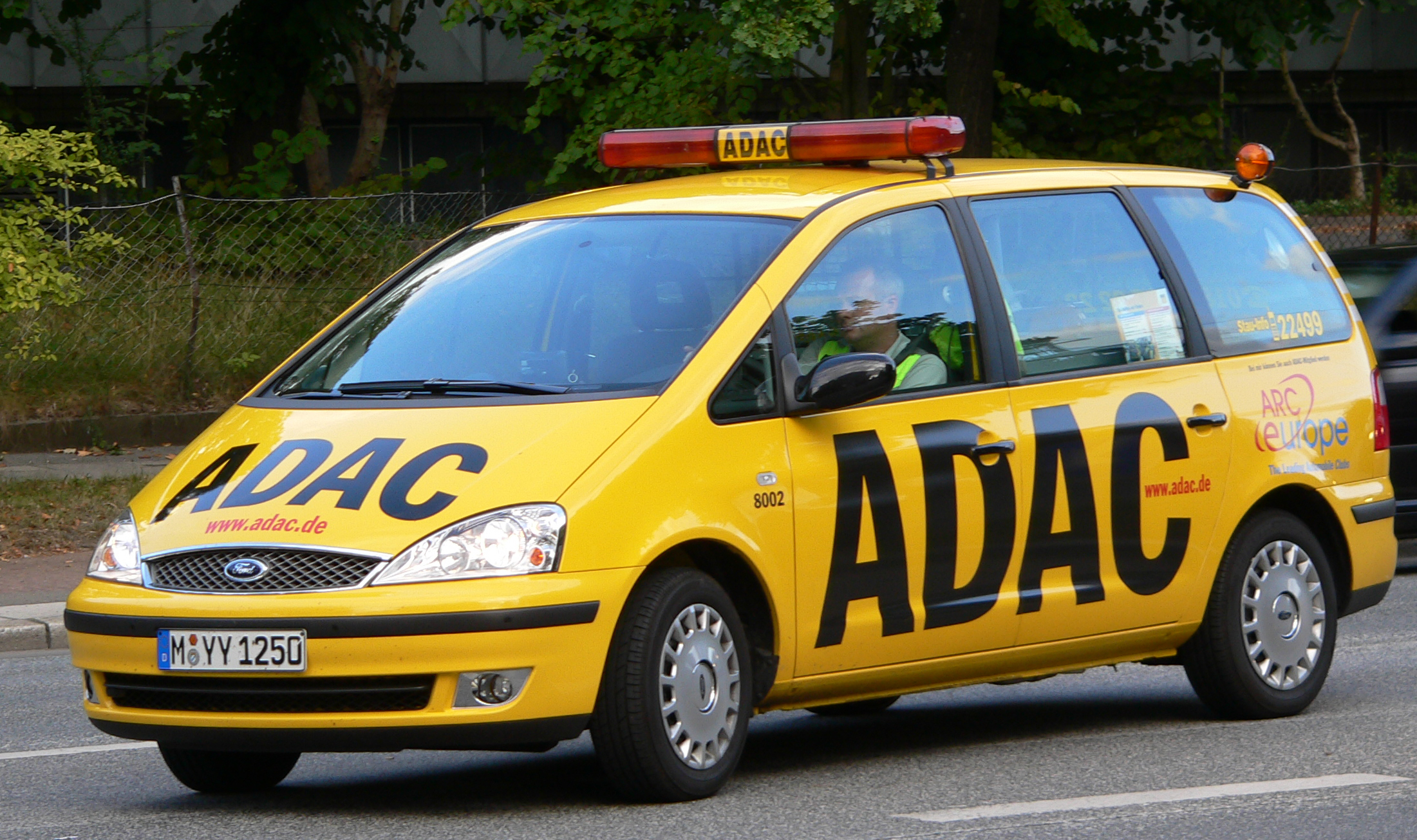
Pannenhilfsfahrzeug des ADAC (2005)

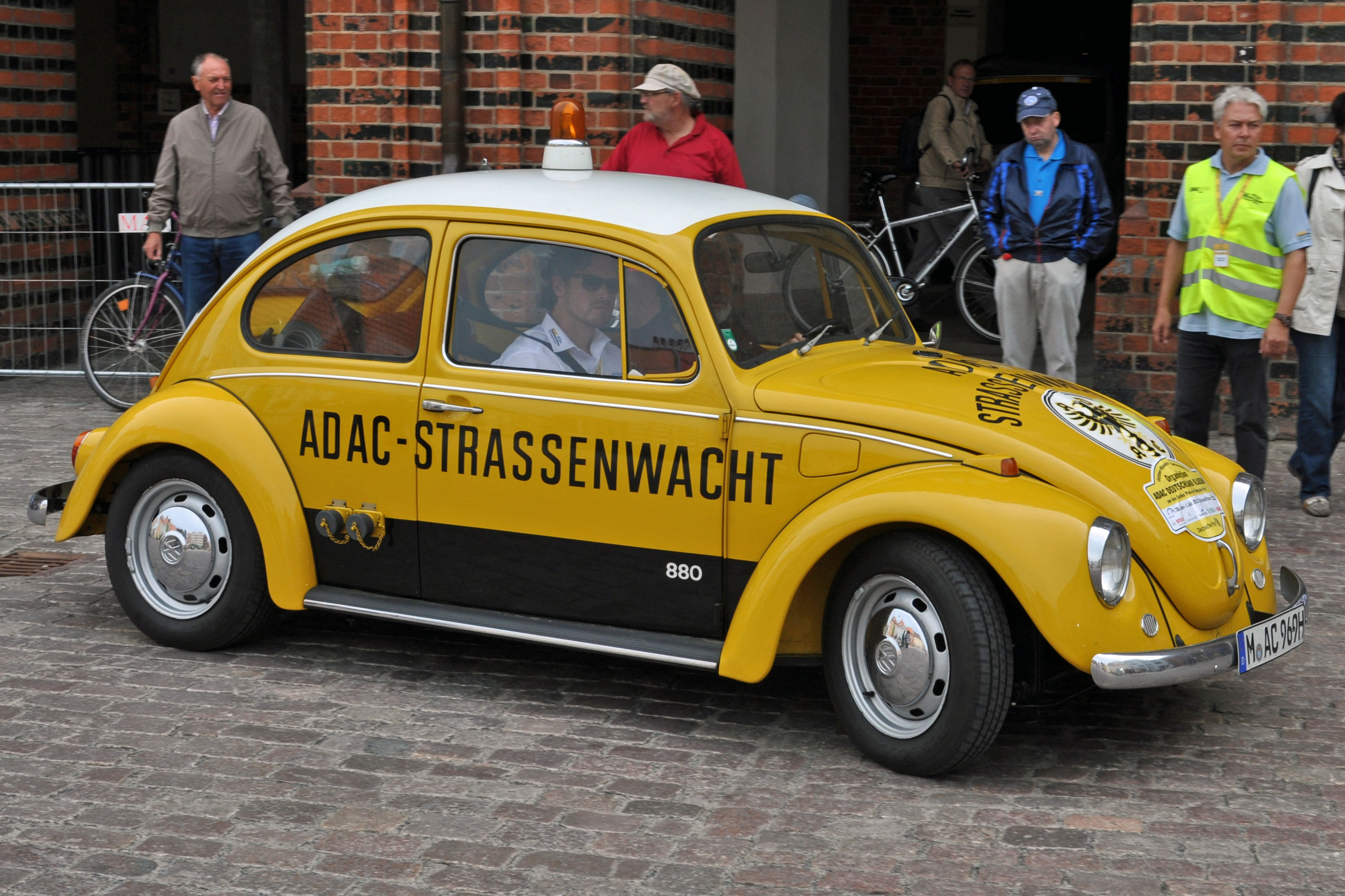
Historisches Pannenhilfsfahrzeug

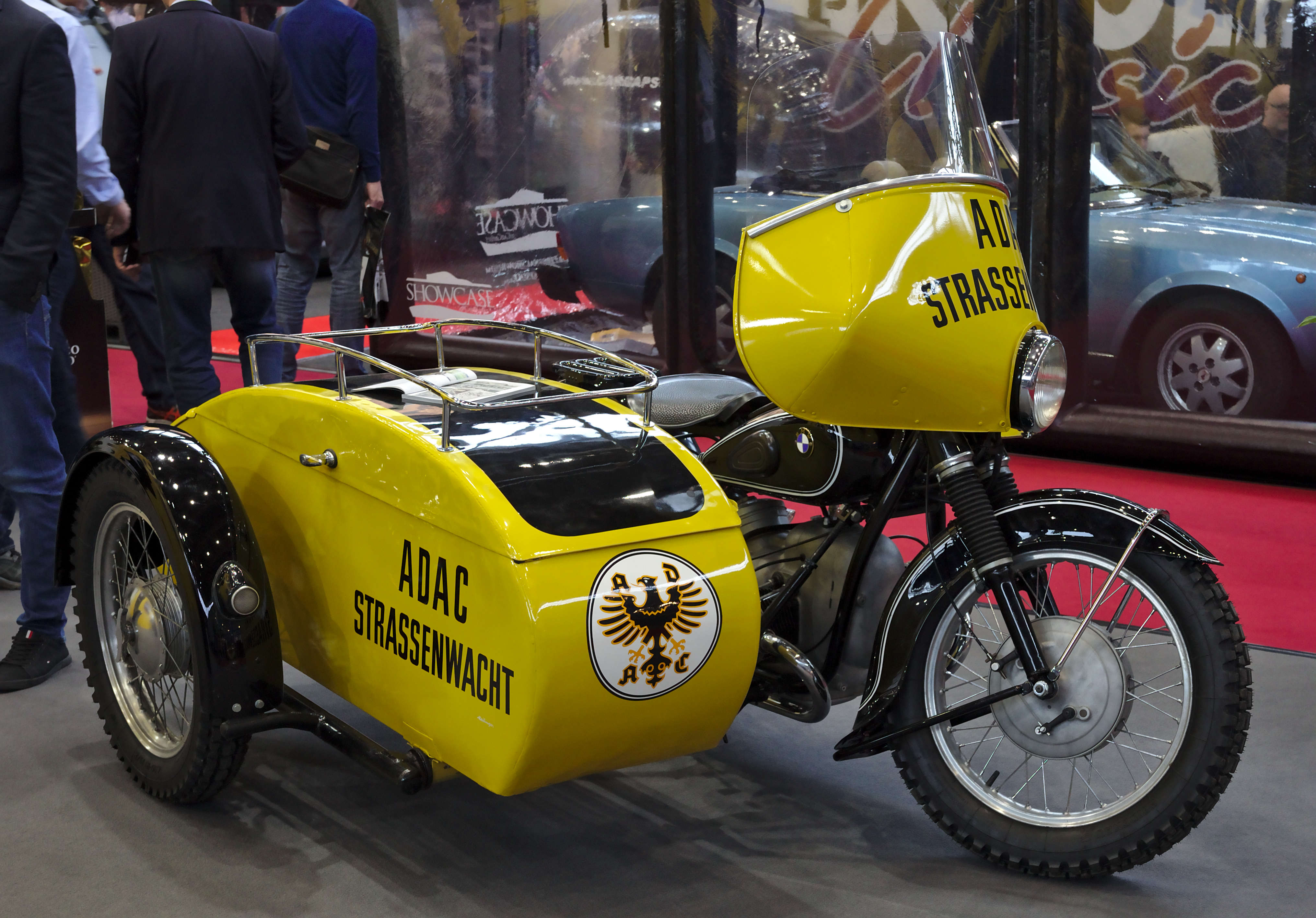
Historisches Pannenhilfsmotorrad

Die wichtigste Dienstleistung des ADAC ist die Pannenhilfe. Der Ursprung der Straßenwacht geht zurück auf das Jahr 1928, als der „ADAC-Straßen-Hilfsdienst“ gegründet wurde. Damals waren die Pannenhelfer mit Motorrad und Beiwagen unterwegs. Nach einer kriegsbedingten Pause wurde die Pannenhilfe 1954 als „ADAC-Straßenwacht“ wiedergegründet und 1990 auf die neuen Bundesländer ausgeweitet. Daneben besteht seit 1951 ein Auslandshilfsdienst.
Der ADAC hat mehr als 1700 gelbe Straßenwachtfahrzeuge (Gelbe Engel) im Einsatz. In den 1960er und 1970er Jahren gehörten die gelben Käfer zum deutschen Straßenbild. Heutzutage setzt der ADAC Vans ein, die mit bis zu 290 Kilogramm Ausrüstung beladen sind: vom passenden Werkzeug über ein digitales Diagnosegerät bis hin zu Ersatzteilen und Ersatzbatterien. Bei einer Panne kann ein Mitglied über Telefon, Notrufsäule, Internet oder Smartphone-App Pannenhilfe anfordern: ein Disponent in einer der fünf Pannenhilfszentralen nimmt die erforderlichen Daten auf und leitet sie an den nächsten freien Straßenwachtfahrer weiter. Dieser meldet sich wenige Minuten vor Eintreffen telefonisch beim Mitglied.
Der ADAC bietet auch für Lkw einen europaweiten Pannenservice an. Dazu gibt es in Deutschland Spezial-Lkw-Pannenfahrzeuge. In anderen europäischen Ländern wird dieser Service über andere ADAC-Partnerunternehmen angeboten. Die Straßenwachtfahrer nehmen an Provisionierungssystemen und Wettbewerben der Mitgliedergewinnung teil.
Im Jahr 2021 sind die „Gelben Engel“ zu insgesamt 3,49 Millionen Pannen gerufen worden. Damit wurden rund 3,1 % mehr Pannen als 2020 verzeichnet.

#### ADAC Mitgliedschaften
Aktuell gibt es beim ADAC in der Pannen- und Unfallhilfe drei verschiedene Mitgliedschaften, die sich im Leistungsumfang und den Beitragskosten unterscheiden. Grundsätzlich bietet jede Mitgliedschaft Pannen- sowie Unfallhilfe (z. B. Abschleppen, Pannenhilfe technischen Defekten) kostenlos für Mitglieder an, jedoch sind diverse Zusatzleistungen erst in den erweiterten Mitgliedschaften "Plus Mitgliedschaft" und "Premium Mitgliedschaft" inklusive.
Basis: Die Basis-Mitgliedschaft bietet grundsätzliche Pannen- und Unfallhilfe für Mitglieder an und beinhalten Deutschlandweite Abschlepphilfe und Bergung von Fahrzeugen an. Der jährliche Beitrag beträgt 54 €/Jahr.
Plus: Diese Mitgliedschaft deckt zusätzlich zum Leistungsumfang der Basis-Mitgliedschaft die Europaweite Abschlepphilfe und Bergung von Fahrzeugen ab und bietet zusätzliche Unterstützung bei Kostenübernahmen von z. B. Übernachtungskosten oder Mietwagen im Falle einer Panne/Unfall vor Ort an. Zusätzlich bietet die Plus-Mitgliedschaft weitere Leistungen im Bereich Reiseservice im Ausland, Krankenversorgung und Europaweiten Rücktransport von havarierten Fahrzeugen an. Der jährliche Beitrag beträgt 94 €/Jahr.
Premium: Bei der Premiummitgliedschaft sind neben der Pannen- und Unfallhilfe zusätzliche Leistungen inklusive, die u. a. die Abschleppung in eine Wunschwerkstatt (innerhalb von 100 km vom Schadensort) Deutschlandweit beinhaltet. Zudem bietet sie auch einen umfangreichen Schlüsselnotdienst für Wohnungs- und Haustüren an. Der jährliche Beitrag für die Premiummitgliedschaft beläuft sich auf 139 €.

#### ADAC Fahrrad-Pannenhilfe

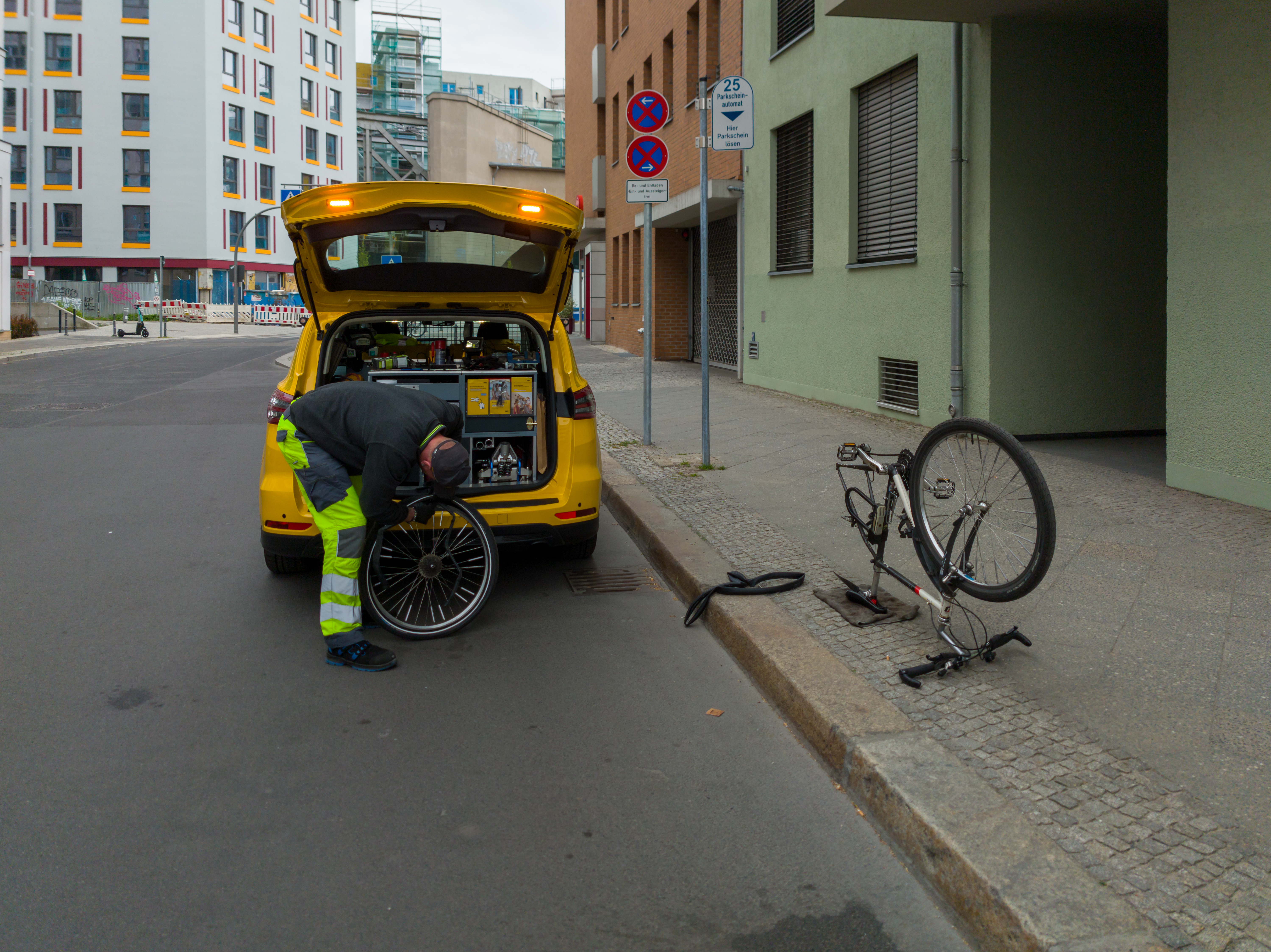
Fahrrad-Pannenhilfe während der Testphase in Berlin

Nach einer Pilotphase in einzelnen Großstädten bietet der ADAC seit 2022 auch bundesweit Pannenhilfe für Fahrräder an. Bei drei Vierteln der Fälle handelt es sich dabei um Reifenschäden.

### Lobbyismus und Öffentlichkeitsarbeit
Der ADAC ist einer der einflussreichsten Verbände in Deutschland und einer der größten Lobbyverbände der Welt. Themen seiner Öffentlichkeitsarbeit sind etwa die Erhaltung der motorisierten Mobilität, die Verhinderung von Tempolimits, Verkehrsrecht und Bußgeldbestimmungen, die Sicherheit von Tunneln und Autofähren sowie die Verkehrserziehung.
In den letzten Jahren hat sich der ADAC zunehmend auch für die Interessen anderer Verkehrsträger geöffnet, u. a. mit Tests zum ÖPNV oder zum Radverkehr in den Städten. Der ADAC gibt regelmäßig Pressemeldungen heraus und informiert seine Vereinsmitglieder durch die Clubzeitschrift ADAC Motorwelt.
Ab 2020 erscheint die ADAC-Motorwelt viermal im Jahr. Seit dem ersten Quartal 2020 ist die Burda-Tochter BCN als Generalunternehmer sowohl für Produktion, Herstellung und Druck als auch für Redaktion, Marketing und Distribution der ADAC-Motorwelt zuständig; der Mobilitätsclub bleibt Herausgeber und ist über den Chefredakteur Martin Kunz weiterhin inhaltlich verantwortlich. Gleichzeitig baut der ADAC seine digitalen Kommunikationskanäle aus.
Clubmitglieder erhalten die Zeitschrift Motorwelt seit 2020 bei teilnehmenden Edeka-Märkten, bei allen Netto Marken-Discountern und in ADAC Geschäftsstellen.

### Mitgliedschaft in Verbänden
Der ADAC ist Mitglied im
- FIA, dem internationalen Verband der Automobilclubs
- FIVA, dem Weltverband der Oldtimer-Clubs
- Crashtest-Konsortium Euro NCAP
- Lobbyverband Pro Mobilität, der sich für Ausbau und Erhalt des Straßennetzes einsetzt
- Netzwerk Europäische Bewegung Deutschland[82]
- EuropeNet24 (Europaweite Lkw-Pannenhilfe)[83]

### Tourismus
Der ADAC hält ein Informations-Angebot rund um das Thema Touristik und Reisen vor. Tagesaktuell informiert er zu reiserelevanten Themen auf der Reise- und Freizeitwelt. Die touristische Beratung umfasst Informationen über Sehenswürdigkeiten zu den wichtigsten Urlaubsregionen, Wissenswertes zum Reiseland, Verkehrs- und Mautregelungen, Wetterprognosen weltweit, Aktuelle Reise- und Sicherheitshinweise, Mobilitätsinfos für Städtetrips, Informationen zum Carnet de Passages.
Für Camper und Bootsurlauber gibt es Fachinformationen. Für Motorrad- und Oldtimerfahrer bietet der ADAC-Tourismus Tourenempfehlungen.
Die ADAC-Mitglieder können die Informationen und Beratung entweder persönlich in einer der ADAC-Geschäftsstellen erhalten oder digital über adac.de und Apps nutzen.
Der ADAC engagiert sich für den Automobil-Tourismus: So beteiligte sich der Verein im Zuge der Wiedervereinigung gemeinsam mit der Schutzgemeinschaft Deutscher Wald und dem Deutschen Tourismusverband an der Ausweisung der insgesamt rund 2500 Kilometer langen Deutschen Alleenstraße.

### ADAC Verkehrslage
Der ADAC beschäftigt sich intensiv mit der Sammlung und Analyse von Verkehrsdaten in Deutschland und dem benachbarten Ausland. Auf der Basis von Floating Car Data sowie von Verkehrsmeldungen der Landesmeldestellen der Polizei erzeugt er eine Echtzeitverkehrslage. Diese stellt er über adac.de und Apps seinen Mitgliedern sowie B2B-Kunden zur Verfügung.
Der ADAC bietet auch historische Verkehrsdaten sowie Analysen und Prognosen auf deren Basis an und unterstützt damit Infrastrukturplanungen der öffentlichen Hand.
Darüber hinaus verfügt der ADAC über ein an die deutschen Behördensysteme angeschlossenes selbst entwickeltes Baustellenmanagementsystem. Mit diesem werden alle verkehrsrelevanten Baustellen auf Autobahnen und Bundesstraßen sowie für mehr als 15 der größten deutschen Städte erfasst, redaktionell geprüft und zur Weitergabe in die verschiedenen Informationskanäle aufbereitet.

### Verkehrssicherheit

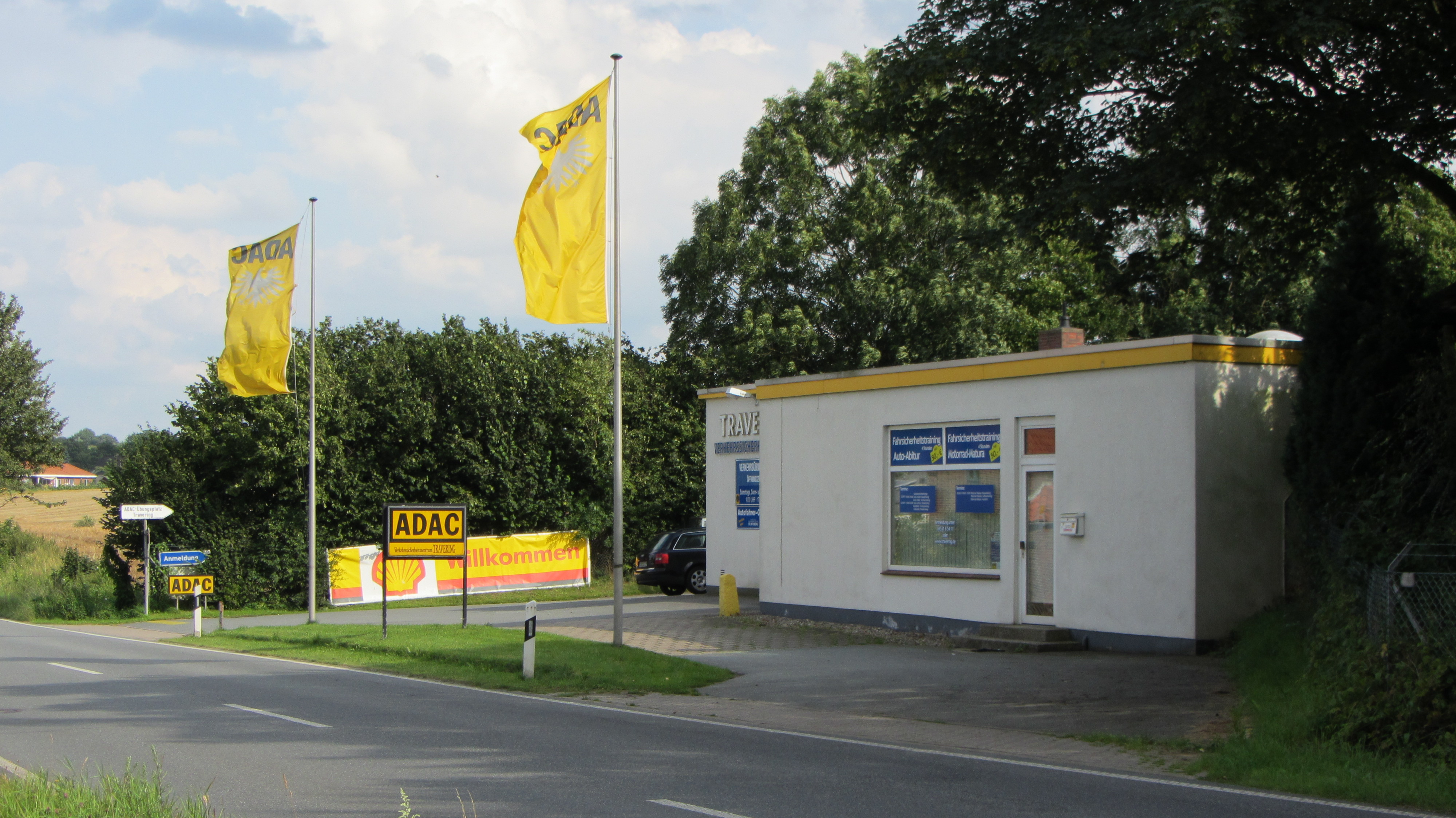
ADAC-Übungsplatz Travering bei Bad Oldesloe

In Fachveranstaltungen und Fachbeiträgen positioniert sich der ADAC auch in Fragen der Verkehrssicherheit, des Verkehrsrechts, der Verkehrspolitik und Verkehrsplanung sowie in Umweltschutzfragen.
2006 äußerte er sich in Pressemitteilungen kritisch zum Thema Führerscheintourismus und forderte eine baldige Harmonisierung des Fahrerlaubnisrechts in Europa.
Zudem bietet er Fahrsicherheitstrainings auf seinen bundesweit elf Fahrsicherheitszentren und 40 Trainingsanlagen an. Erklärtes Ziel hierbei sei es, die Fahrsicherheit der Teilnehmer zu steigern, diese für kritische Verkehrssituationen zu sensibilisieren und theoretische Kenntnisse in der Fahrzeugtechnik zu vermitteln. Es gibt spezielle Trainings für Pkw, Motorrad, Kleintransporter, Bus sowie Lkw.
Allerdings ist bei mehreren der ADAC-Positionen auch heftig umstritten, ob sie wirklich der Verkehrssicherheit dienen oder ihr nicht viel eher schaden.
So begründete der Verband seine ablehnende Haltung gegenüber einem generellen Tempolimit unter anderem damit, dass Autobahnen in Deutschland jetzt schon laut den Unfallstatistiken die sichersten Straßen seien und ein Tempolimit sich nicht auf die Unfallschwere auswirken würde. Befürworter wie der Verkehrsclub Deutschland (VCD) argumentieren, dass sich mit dem Tempolimit die Unfallgefahr und die Unfallschwere verringern würden und somit jährlich hunderte Tote und Schwerverletzte auf den Autobahnen vermieden werden könnten. Inzwischen sind laut einer Umfrage von 2023 im ADAC 54 Prozent der Mitglieder für die Einführung eines Tempolimits. Der ADAC hat nun für sich entschieden keine Empfehlung mehr an die Politik zum allgemeinen Tempolimit auf Autobahnen abzugeben. Aus bisherigen Studien und Statistiken habe sich laut ADAC ein sehr heterogenes Bild zu den Wirkungen eines Tempolimits mit Blick auf die Verkehrssicherheit ergeben.
Beim Thema Verkehrsüberwachung fordert der ADAC, dass sie ausschließlich zur Erhöhung der Verkehrssicherheit und nicht als Finanzierungsinstrument öffentlicher Kassen dienen dürfe. Daher sollten die Verantwortlichen bei Polizei, Städten und Gemeinden sich bei der Verkehrsüberwachung auf ausgewiesene Unfallschwerpunkte und besondere Gefahrenstellen konzentrieren sowie hierbei angemessene Toleranzen gewähren.
Weiterhin fordert er, dass amtliche Messungen in einer Entfernung von mindestens 150–200 m nach Anfang oder vor Ende einer Geschwindigkeitsbeschränkung erfolgen sollten. Der ADAC begründet seinen Standpunkt damit, dass durch die Transparenz die Akzeptanz von Geschwindigkeitsüberwachung verbessert und somit die Verkehrssicherheit erhöht werde. Wenn hingegen bereits geringfügige Übertretungen von Verkehrsvorschriften im vollen Umfang geahndet werden würden, so würde dies kontraproduktiv für die Erziehungswirkung sein.

### Umweltpolitik

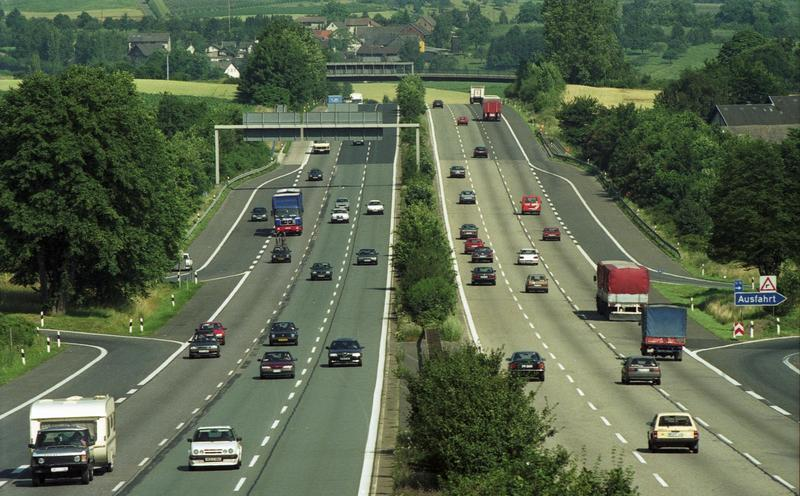
Auch milliardenschwere Forderungen zum Aus- und Neubau des Fernstraßennetzes stehen für den ADAC nicht unbedingt im Widerspruch mit dem Umweltschutz. Auf diesem Wege könnten nach Ansicht des Verbandes für die Umwelt und für die Volkswirtschaft schädliche Staus vermieden werden.

Der Verband reklamiert eine „moderate“ Umweltposition für sich. Im Jahr 2007 stellte er in einer Aufforderung, innerstädtische Stauszenarien zu entlasten, zum ersten Mal offiziell fest, dass „das Auto in der Stadt nicht das einzige Verkehrsmittel ist“. Der Verband veröffentlicht regelmäßig Tipps, die den Verbrauchern Anregungen für eine umweltfreundlichere Teilnahme am Straßenverkehr geben. Eine Einbeziehung des Verkehrs in den Emissionsrechtehandel lehnt der ADAC ab, da dies im Verkehrsbereich aufgrund spezifischer Besonderheiten nicht sinnvoll sei. Außerdem hat er sich mehrfach gegen die Einführung von Umweltzonen ausgesprochen, da diese kein geeignetes Instrument zur Bekämpfung der Feinstaubbelastung seien bzw. durch eine eigene Wirksamkeitsuntersuchung von Umweltzonen.
Umweltpolitik sollte sich nach Einschätzung des ADAC in einem Rahmen abspielen, der die Mobilität der Menschen mit dem Auto sichert, und nicht zu Lasten wirtschaftlicher und sozial benachteiligter Bevölkerungsgruppen gehen.

### Test und Technik
Um einen möglichst unabhängigen Verbraucherschutz zu ermöglichen, hat der ADAC 1997 im bayerischen Landsberg am Lech ein Technikzentrum errichtet, in dem jährlich 150 neue Autos getestet und bewertet werden. Dort kann er Kraftfahrzeuge und Zubehör mit technischen Methoden auf eventuelle Sicherheitsmängel durchleuchten.
Der ADAC führt seither Tests in den Bereichen Technik und Mobilität durch und veröffentlicht die Testergebnisse über seine Medienkanäle. Im Bereich Technik werden z. B. regelmäßig Autos, Reifen, Kindersitze, Pedelecs, Helme und Dachboxen umfassend geprüft. Aber auch neue Produkte wie Wallboxen oder E-Scooter werden getestet, sobald sie auf dem Markt erhältlich sind. Neue Techniken wie Fahrerassistenzsysteme und autonomes Fahren werden getestet sowie die Datensicherheit von vernetzten Systemen untersucht. Im Bereich der Mobilität führt der ADAC verbraucherorientierte Dienstleistungs- und Infrastrukturtests durch, z. B. von Fernbusbahnhöfen, Ladeinfrastruktur für Elektrofahrzeugen, Park+Ride-Anlagen oder Preisvergleichen von ÖPNV-Tickets.
Den größten Teil seiner technischen Testarbeit leistet der ADAC e. V. im ADAC-Technikzentrum in Landsberg am Lech. Hier gibt es unter anderem technische Prüfanlagen wie ein Abgaslabor und eine Crashtestanlage. Diese Prüflabore sind vom Kraftfahrt-Bundesamt als technischer Dienst nach der Qualitätsnorm DIN EN ISO/IEC 17025 benannt. Der gesamte Testbereich ist nach ISO 9001 : 2015 zertifiziert.

### Schlüsselnotdienst
Seit Januar 2019 können Mitglieder, die sich zuhause ausgesperrt haben, im Rahmen eines Pilotprojekts in den Stadtgebieten München, Berlin und Hamburg Hilfe bekommen.

### Mitfahrclub
Mit dem ADAC-Mitfahrclub bot der ADAC bis 2018 eine Vermittlungsplattform für Mitfahrgelegenheiten an.

### ADAC für Jugendliche
Der ADAC unterstützt Jugendliche beim Einstieg in die Mobilität und informiert über Themen wie Sicherheit im Verkehr, Führerschein, Autokauf usw. Für Jugendliche, Fahranfänger und Studenten gibt es beitragsfreie Mitgliedschaftsmodelle. Als Mitglied hat man die Möglichkeit, kostenlos Führerscheinfragen zu lernen und Leistungen wie die Pannen- und Unfallhilfe oder die juristische Erstberatung in Anspruch zu nehmen.

## Berichterstattung und Kritik in den Medien
Der ADAC ist zugleich ein bedeutendes Wirtschaftsunternehmen, 2006 mit einem Jahresumsatz von rund 1,6 Milliarden Euro. Die Mitgliederzeitschrift ADACmotorwelt hatte im zweiten Quartal 2008 eine Auflage von knapp 13,6 Millionen und erschien monatlich. Dies war die höchste in Deutschland und Europa. Seit Anfang 2020 erscheint die ADACmotorwelt nur noch vier Mal im Jahr. Laut IVW lag die Auflage im zweiten Quartal 2023 bei rund 344.500 Exemplaren.
Daneben gibt der ADAC weitere Zeitschriften heraus, z. B. Deutsches Autorecht.
In den Medien wurde von Fachjournalisten und z. T. auch von Politikern der SPD und der Grünen wiederholt Kritik am Vereinsstatus des ADAC geäußert. Der Vereinsstatus verschaffe dem ADAC erhebliche Vorteile und verhindere die in Wirtschaftsunternehmen übliche Transparenz und Kontrolle, etwa in Form eines Aufsichtsrats. „Eine Hand voll Funktionäre steuert weitgehend unkontrolliert die Geschäfte“, so lautete beispielsweise 2004 das Urteil eines Artikels im Manager Magazin.
Am 10. September 2005 berichtete die Frankfurter Allgemeine Zeitung über einen nicht ordnungsgemäß durchgeführten Autotest des ADAC. Bei einem Test des Dacia Logan wurde ein Reifen beschädigt und ein Ersatzrad aufgezogen. Dann wurden sogenannte Elchtests durchgeführt, bis das Fahrzeug (das damals noch kein ESP hatte) sich überschlug. Der ADAC stellte Filmaufnahmen davon ins Internet.
Im Januar 2013 strahlte der WDR einen Markencheck über den ADAC aus. Das Vertrauen in den ADAC sei laut den Autoren des Films „übertrieben“, da der ADAC seine politische Macht nicht immer im Sinne seiner Mitglieder einsetze. Der ADAC sei aber ein „verlässlicher Retter in der Not“ und ein „überzeugender Tester“. Angesichts der Arbeitsbedingungen von Beschäftigten erscheine der ADAC als „zweifelhafter Arbeitgeber“.
Am 21. Januar 2014 warf die Fraktion der Grünen in Trier dem ADAC vor, bei der Rallye Deutschland durch die Manipulation von Besucherzahlen städtische Gelder erschlichen zu haben.
Der Stern meldete am 24. Januar 2014, hochrangige Funktionäre des ADAC, darunter ADAC-Präsident Peter Meyer, hätten Rettungshubschrauber der ADAC Luftrettung verwendet. So soll Meyer beispielsweise im Jahr 2003 mit einem Rettungshubschrauber von einem geschäftlichen Termin am Hamburger Hafen zum Tag der Verkehrssicherheit und dann nach Wolfsburg zu einer Tagung der Kfz-Sachverständigen befördert worden sein. Die Betriebskosten eines ADAC-Rettungshelikopters wurden von der ADAC Luftrettung gGmbH mit etwa 60 bis 70 Euro pro Flugminute angegeben. Auch der Ambulanz-Jet des ADAC wurde zweckentfremdet. Vereinschef Peter Meyer hat zugegeben, dass der Verwandte eines ADAC-Managers das Flugzeug für eine private Reise nutzte.
Die Bild berichtete am 27. Januar 2014 über den ADAC-Regionalclub Hessen-Thüringen mit Sitz in Frankfurt am Main, der als Geldanlage aus Mitgliedsbeiträgen im Jahr 2008 eine Villa für den Geschäftsführer Andreas Hartel in einem Ortsteil von Bad Homburg vor der Höhe bauen ließ. Der Wert der Immobilie wird auf mindestens 1,5 Millionen Euro geschätzt. Hartel zahlt nach eigenen Angaben hierfür eine monatliche Kaltmiete in Höhe von 3230 Euro. Der CSU-Bundestagsabgeordnete Ulrich Lange, Vorsitzender der Arbeitsgruppe Verkehr und digitale Infrastruktur, kritisierte den Besitz der Immobilie.
Am 29. Januar 2014 berichtete die Bild über die zusätzliche private Nutzung eines ADAC-Ambulanzflugzeuges während eines durchgeführten Rückholdienstes mit einem Notarzt an Bord am 4. August 2012 auf dem Flug nach Scharm asch-Schaich (Ägypten). Der Sohn einer ehemaligen ADAC-Führungskraft und dessen Freund konnten auf den Notsitzen mitreisen, da sie ihren Charterflug zum Urlaub nach Ägypten verpasst hatten.
Die Welt berichtete am 29. Januar 2014 über einen Einsatz des Rettungshubschraubers Christoph 30 am 17. Februar 2006 im Eintracht-Stadion in Braunschweig, um vor dem Fußballspiel der Zweiten Bundesliga mit dem Wind der Rotorblätter den durchnässten Spielrasen zu trocknen. Während dieser Zeit befand sich nach Angaben des ADAC auch ein Notarzt an Bord, falls ein Notfalleinsatz eingetroffen wäre. Den Einsatz im Stadion veranlasst hatte Reinhard Manlik, ehemaliger Vorsitzender des ADAC-Regionalklubs Niedersachsen-Sachsen-Anhalt e. V. im Auftrag des Stadionbetreibers, der Stadthallen GmbH. Nach einer Rüge des Niedersächsischen Ministeriums für Inneres und Sport wurde der rund 45-minütige Einsatz des Rettungshubschraubers von der Stadthallen GmbH bezahlt.
Die Frankenpost berichtete am 30. Januar 2014 über einen namentlich bekannten ehemaligen ADAC-Mitarbeiter, der im Zusammenhang mit den Badegewässer-Untersuchungen dem ADAC Bestechlichkeit vorwirft. Danach wurden im Zeitraum von 1992 bis 2003 Gewässeruntersuchungen, die der ADAC für touristische Badestrände in Auftrag gegeben hatte, von Tourismusregionen aus Südeuropa finanziert. So soll es in der Zeit auch „Einladungen der Geldgeber zu Vergnügungsreisen mit Gattin“ an Mitarbeiter der mit der Untersuchung beauftragten Unternehmen gegeben haben.
Die Süddeutsche Zeitung (SZ) und das NDR-Magazin Panorama berichteten am 31. Januar 2014 darüber, dass die Mitarbeiter der Straßenwacht für den Austausch von defekten oder leeren Batterien eine Prämie im einstelligen Prozentsatz des Lohnes erstattet bekommen haben sollen. Die neuen Autobatterien, die die Gelben Engel in ihren Autos dabeihaben, werden von der Varta AG extra für den ADAC hergestellt. In der SZ behauptet ein ehemaliger Straßenwachtfahrer, der zehn Jahre als Gelber Engel fuhr: „Autofahrern werden Batterien aufgeschwatzt, die sie nicht brauchen oder die sie bei einem regulären Einkauf weit günstiger bekommen könnten.“ Laut der ADAC-Pannenstatistik gab es im Jahr 2012 insgesamt 685.751 Fälle, in denen Autos wegen Batterie-Problemen liegen geblieben waren. In rund 165.000 dieser Fälle verkaufte der ADAC eine neue Autobatterie. Auf Nachfrage bestätigte der ADAC laut Spiegel, dass der Batterieservice als „wesentliches Merkmal erfolgreicher Pannenhilfe vor Ort“ Bestandteil der Mitarbeitergespräche sei.
Eine Pressemitteilung des ADAC vom 3. Februar 2014 nannte 15.000 zusätzliche Kündigungen im Januar 2014, ausgelöst durch die damaligen Ereignisse. Allerdings ist eher eine Zahl von 60.000 zusätzlichen Kündigungen zum Vergleichszeitraum 2013 anzunehmen. Der ADAC bestätigte diese Annahmen wenig später teilweise.
Zeit.de berichtete am 27. Februar 2014, der ADAC betreibe sogar in Diskotheken aggressive Mitgliederwerbung. Die beauftragten Vertriebspartner-Agenturen nähmen dabei keine Rücksicht auf die beschränkte Geschäftsfähigkeit nach Alkoholgenuss. Zudem seien durch externe Vertriebsagenturen, die dem ADAC weisungsgebunden seien, auch minderjährige Kinder teils gegen das Wissen der Eltern zum ADAC-Starter-Mitglied geworben worden. Diese zunächst kostenlosen Mitgliedschaften würden sich automatisch ein Jahr nach Beginn der Volljährigkeit in kostenpflichtige Vollmitgliedschaften umwandeln. Zudem seien durch die Vertriebspartner Provisionen an Fahrlehrer ausgeschüttet worden, wenn diese neue Mitglieder angeworben hätten. Der Verein profitiere von den Praktiken in zweierlei Hinsicht: zum einen erhöhten die Jugendlichen ab dem Tag ihrer Volljährigkeit die Mitgliederzahl, und zum anderen senkten sie den Altersdurchschnitt. Außerdem sichere sich der Verein im Voraus ein positives späteres Beitragsaufkommen.
Im März 2014 wurde bekannt, dass der ADAC 500 Millionen Euro Steuern nachzahlen musste, da der Verein, der über seine Unfall- und Pannenhilfe auch als Versicherer auftrete, für die Jahre 2007 bis 2009 keine Versicherungssteuer gezahlt habe.
Am 23. April 2014 berichtete die Süddeutsche Zeitung von Vorwürfen, der ADAC habe bei der Pannenhilfe bestimmte Kundengruppen bevorzugt. Bevorzugt würden nicht ADAC-Mitglieder oder ADAC-Plus-Mitglieder, sondern Autofahrer mit einer Mobilitätsgarantie von Autoherstellern, mit denen der ADAC zusammenarbeitete.
Am 4. Mai 2014 berichteten Spiegel Online und Zeit.de, dass der ADAC deutlich mehr Geld besitze als bisher bekannt. Ein Geheimpapier namens Gauvergleich 2012 offenbare ein gewaltiges Vermögen von knapp 3,5 Milliarden Euro. Etwa die Hälfte davon sei 2012 in Wertpapieren angelegt gewesen, etwa 400 Millionen Euro lägen bei der Postbank und anderen Kreditinstituten sowie weitere 755 Millionen Euro steckten in Immobilien, oft in bester Innenstadtlage. Die Vermögenswerte, die das Papier bezifferte, seien deutlich höher als die bisher veröffentlichten Zahlen von 2,16 Milliarden Euro Vermögen. Woher die Differenz stamme, sei noch nicht offengelegt. Derweil sorge sich der Verein nicht etwa um die Bereinigung der Skandale, sondern stecke seine Energie vorrangig in den Erhalt seines Vereinsstatus'.
Der ADAC erhielt am 5. Juli 2014 die Negativauszeichnung „Verschlossene Auster“ für seine Informationspolitik. Der Journalistenverein Netzwerk Recherche nannte den ADAC „Informationsblockierer des Jahres“.
Im Rahmen der Krisenbewältigung bot der Automobilclub seit Oktober 2014 Reparaturbetrieben nicht mehr an, die Aufschrift „ADAC Werkstatt“ zu tragen, sondern testete seitdem wieder Werkstätten.
Anfang 2014 berief der ADAC einen unabhängigen Beirat. Ziel des Beirats war, die Reform des ADAC als externer Antreiber, Kritiker und Berater des ADAC-Präsidiums und der ADAC-Geschäftsführung zu begleiten.
Der Beirat, bestehend aus Edda Müller, Jürgen Heraeus, Hans-Jürgen Papier und Rupert Graf Strachwitz, kam im Januar 2016 in München zu einer abschließenden Sitzung zusammen, um sich über die Ende 2015 von den Clubgremien getroffenen Richtungsentscheidungen zu informieren. Der Beirat konstatierte, der ADAC habe die versprochene Neuausrichtung in den vergangenen Monaten vorangetrieben und die richtigen Lehren aus den Fehlern der Vergangenheit gezogen.
Im Februar 2022 veröffentlichte die Tageszeitung Die Welt einen Artikel mit der Überschrift „Vom Tempolimit-Gegner zur Radfahrer-Lobby – Der erstaunliche Wandel des ADAC“. Der Automobilclub wird immer mehr zum „Mobilitätspartner“, als Sprachrohr auch für den ÖPNV sowie alternativer Antriebsstrategien. Dieser Strategiewechsel führte laut diesem Bericht zu einem neuen Mitgliederrekord, aber auch zu Auseinandersetzungen innerhalb des ADAC und mit einigen langjährigen Mitgliedern. Diese hätten dem Verein den Rücken gekehrt und vorgeschlagen, der ADAC solle mit dem ADFC fusionieren.

## Manipulationen beimGelben Engel
Der sogenannte ADAC-Skandal begann mit den Recherchen der deutschen Journalisten Bastian Obermayer und Uwe Ritzer, die dem Verband am 14. Januar 2014 in der Süddeutschen Zeitung vorwarfen, die Stimmzahlen des ADAC-Autopreises „Gelber Engel“ frisiert zu haben – wofür Obermayer und Ritzer später zahlreiche Preise bekamen. Am 18. Januar 2014 trat Michael Ramstetter, Kommunikationsdirektor des ADAC und Chefredakteur der Mitgliederzeitung ADAC Motorwelt, nach den Manipulationsvorwürfen bei der Vergabe des Autopreises Gelber Engel zurück. Es soll bei dem am 16. Januar 2014 ausgezeichneten Siegerauto VW Golf nach Angaben der Süddeutschen Zeitung nur 3.409 Stimmen statt der in einem ADAC-Dokument genannten 34.299 Stimmen gegeben haben. Laut ADAC habe Ramstetter nicht die Rangfolge der Gewinner verändert, wohl aber die Stimmzahlen vervielfacht. Die Geschäftsführung räumte ein, dass solche Manipulationen mehrere Jahre lang praktiziert worden seien. Nach der Einschätzung des Automobilexperten Ferdinand Dudenhöffer liegt das Problem im System des ADAC, das keine hinreichende Kontrolle ermögliche und daher grundlegend überarbeitet werden müsse. Insbesondere müssten jene bestehenden Verflechtungen abgebaut werden, durch welche die für Testorganisationen notwendige Unabhängigkeit bislang verhindert würde.
ADAC-Präsident Peter Meyer schloss am 20. Januar seinen Rücktritt wegen des Skandals aus; er sei „Garant für die Aufklärung der Sache“.
ADAC-Geschäftsführer Karl Obermair schilderte in einem am 22. Januar 2014 veröffentlichten Interview Details des Vorgangs.
Am 22. Januar 2014 gab ADAC-Präsident Peter Meyer bekannt, der Autopreis werde in Zukunft nicht mehr vergeben.
Am 6. Februar 2014 berichtete die SZ, beim Autopreis Gelber Engel sei neben den Stimmzahlen auch die Rangfolge verändert worden. Hinweise auf ähnliche Manipulationen gab es nun auch bei früheren Wahlen.
In einem Gutachten kam die Wirtschaftsprüfungsgesellschaft Deloitte als unabhängige Prüferin zu dem Schluss, dass sowohl die Stimmenzahl künstlich erhöht als auch die Rangfolge der Platzierungen in der umstrittenen Wahl absichtlich verändert wurde. Ursachen dafür seien sowohl Fehler in der Datenverarbeitung als auch bewusste Manipulation durch den zuständigen Mitarbeiter. Zudem lägen Anhaltspunkte dafür vor, dass ähnliche Veränderungen auch in den Vorjahren vorgenommen worden seien. Laut dem vom ADAC in Auftrag gegebenen Gutachten ist zwischen 2009 und 2013 neben der Teilnehmerzahl auch die Rangfolge der Fahrzeuge gefälscht worden. Der ADAC bereitet aus diesem Grund rechtliche Schritte gegen den inzwischen zurückgetretenen ADAC-Kommunikationschef Michael Ramstetter vor. Ramstetter hatte außerdem versucht, das Ranking der Kategorie Reiselimousine 2014 zu manipulieren, indem der Zweitplatzierte unrechtmäßig zum Sieger erklärt werden sollte. Dank eines aufmerksamen Mitarbeiters konnte dieser Manipulationsversuch aber vereitelt werden. Ramstetter hat inzwischen selbst Klage beim Arbeitsgericht München gegen seine Kündigung eingereicht. Laut Medienberichten wird der ADAC durch die gegenseitigen gerichtlichen Auseinandersetzungen bei seiner Neuausrichtung behindert. Ende 2014 einigten sich der ADAC und Ramstetter außergerichtlich. Ramstetter leistete Schadensersatz in ungenannter Höhe.
Am 10. Februar 2014 legte Präsident Peter Meyer sein Amt nieder. Anfang April 2014 trennte sich der ADAC von seinem Geschäftsführer Karl Obermair.
Die deutschen Automobilkonzerne Mercedes-Benz, BMW und VW gaben nach dem Manipulationsskandal 40 Siegerpokale des Gelben Engels mit Hinweis auf die fehlende Glaubwürdigkeit zurück. Als Folge des Manipulationsskandals kündigten dem ADAC ca. 320.000 Mitglieder bis Ende Juni, und zusätzlich 60.000 aus anderen Gründen. Gleichzeitig gewann er 370.000 neue Mitglieder, so dass die Gesamtzahl fast unverändert bleibt. Der ADAC kündigte als Reaktion einen tiefgreifenden Reformprozess seiner Strukturen an. Im März 2014 wurde hierfür ein externer Beirat gegründet. Mitglieder des Beirats sind Jürgen Heraeus und Hans-Jürgen Papier, Edda Müller und Rupert Graf Strachwitz.

## Fuhrpark und Fahrzeuge von Vertragsunternehmern

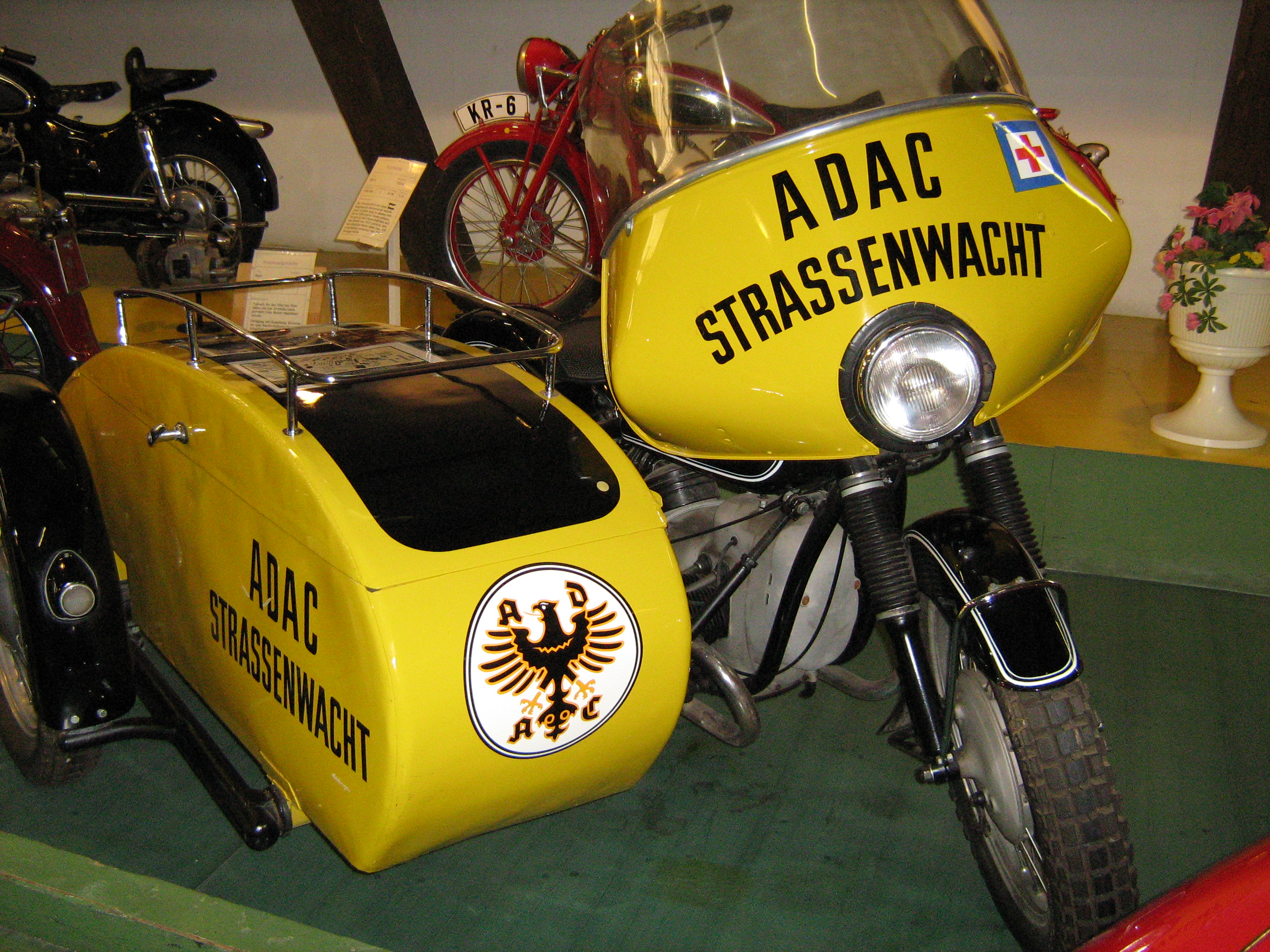
Historisches ADAC-Motorrad (BMW)
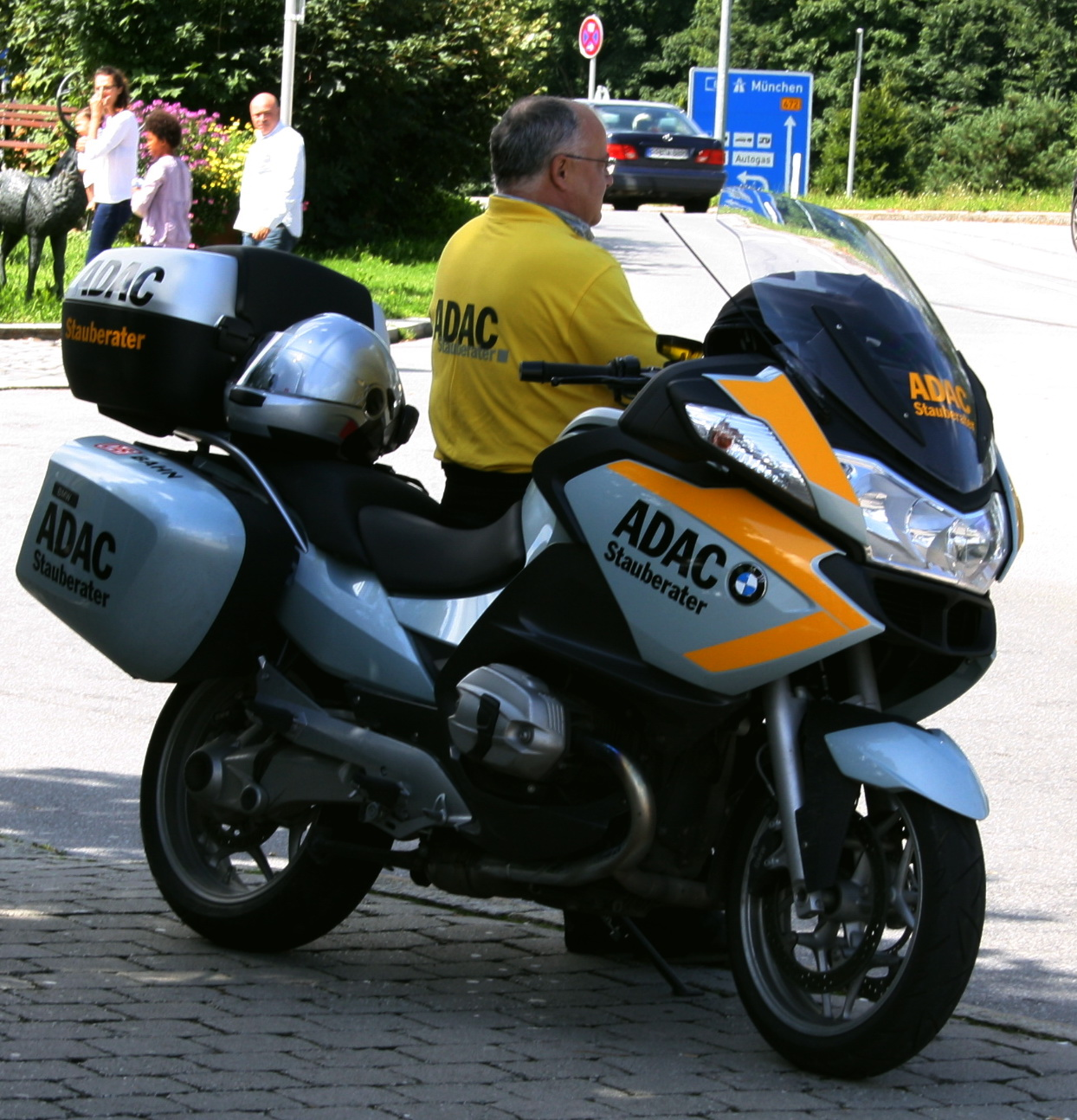
Stauberater (2010)
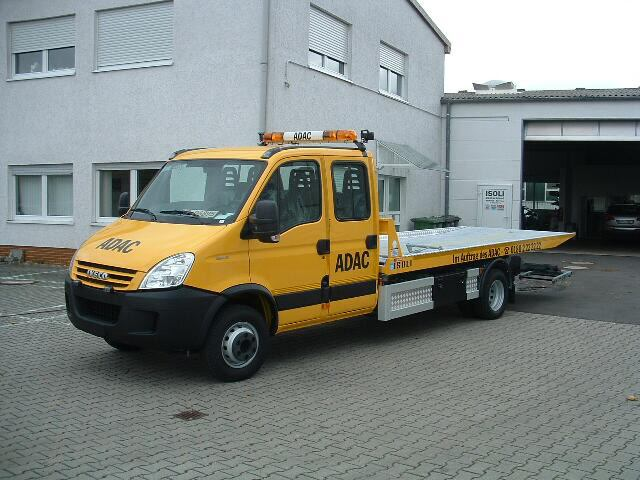
Abschleppfahrzeug im Auftrag des ADAC
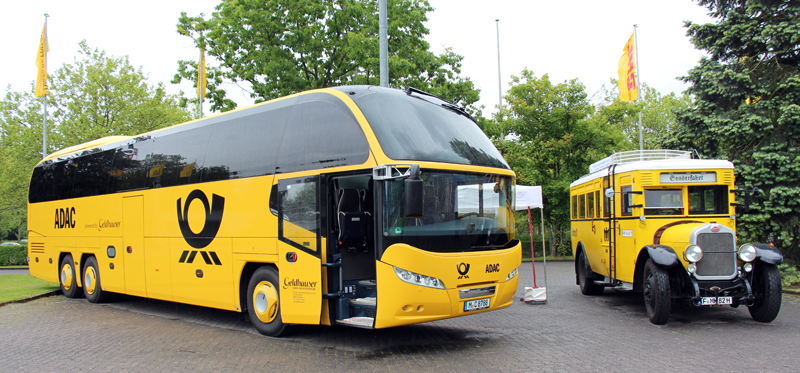
ADAC Postbus von Oktober 2013 bis November 2016 im Einsatz, neben einem historischen Kraftpostbus

## Rundfunkberichte
- Andreas Kolbe, Michael Watzke: ADAC – Krise, wohin man schaut. In: Deutschlandfunk – „Hintergrund“, 7. Mai 2014.
- Caroline Schmidt: Neustart beim ADAC – Vertrauen der Mitglieder wiedergewinnen. In: Deutschlandfunk – „Hintergrund“, 5. Dezember 2014.